# Intervention cubaine en Angola
Se déroule durant la Guerre civile angolaise et Guerre de la frontière sud-africaine
L'intervention cubaine en Angola (nom de code Opération Carlota) commence le 5 novembre 1975, lorsque Cuba envoie des troupes de combat pour soutenir le Mouvement populaire communistes pour la libération de l'Angola (MPLA) contre l'Union nationale pro-occidentale pour l'indépendance totale de l'Angola (UNITA) et le Front national de libération de l'Angola (FNLA). L'intervention intervient après le déclenchement de la guerre civile angolaise, qui se produit après que l'ancienne colonie portugaise obtienne son indépendance à la suite de la guerre d'indépendance angolaise. La guerre civile devient une guerre par procuration entre le bloc de l'Est dirigé par l'Union soviétique et le bloc de l'Ouest dirigé par les États-Unis. L'Afrique du Sud et les États-Unis soutiennent l'UNITA et le FNLA, tandis que les nations communistes soutiennent le MPLA,.
Quelque 4 000 soldats cubains aident à repousser une opération militaire de la SADF, de l'UNITA, du FLNA et des troupes zaïroises. Plus tard, 18 000 soldats cubains vainquent le FNLA au nord et l'UNITA au sud. Les séparatistes du Front de libération de l'enclave de Cabinda (FLEC) combattent les Cubains mais sont vaincus. En 1976, l'armée cubaine en Angola atteint 36 000 hommes. Après le retrait du Zaïre et de l'Afrique du Sud (mars 1976), les forces cubaines restent en Angola pour soutenir le gouvernement du MPLA contre l'UNITA dans la poursuite de la guerre civile. L'Afrique du Sud passe la décennie suivante à lancer des bombardements depuis ses bases du sud-ouest de l'Afrique vers le sud de l'Angola, tandis que l'UNITA se livre à des embuscades, à des attaques éclair et au harcèlement d'unités cubaines.
En 1988, les troupes cubaines (augmentées à environ 55 000) interviennent à nouveau pour éviter un désastre militaire lors d'une offensive des Forces armées populaires pour la libération de l'Angola (FAPLA) dirigée par les Soviétiques contre l'UNITA, qui est toujours soutenue par l'Afrique du Sud, menant à la bataille de Cuito Cuanavale et l'ouverture d'un deuxième front. Cette tournure des événements est considérée comme le principal moteur du succès des pourparlers de paix en cours menant aux accords de New York de 1988, l'accord par lequel les forces cubaines et sud-africaines se retirent de l'Angola tandis que l'Afrique du Sud-Ouest obtient son indépendance de l'Afrique du Sud,,,,. L'engagement militaire cubain en Angola prend fin en 1991, tandis que la guerre civile angolaise se poursuit jusqu'en 2002. Les pertes cubaines en Angola totalisent environ 10 000 morts, blessés ou disparus.

## Contexte

### Échec de l'accord d'Alvor et guerre civile
La révolution des Œillets du 25 avril 1974 au Portugal prend le monde par surprise et les mouvements indépendantistes au dépourvu. Après des négociations sans heurts, l'indépendance du Mozambique est accordée le 25 juin 1975, mais le contrôle angolais reste disputé entre les trois mouvements indépendantistes rivaux : MPLA, FNLA et UNITA en Angola et le Front pour la libération de l'enclave de Cabinda (FLEC) à Cabinda.
Jusqu'à l'indépendance, la priorité des mouvements indépendantistes est de combattre la puissance coloniale et ils n'ont initialement pas d'alliances claires. Avec la disparition du Portugal comme ennemi commun, les rivalités ethniques et idéologiques passent au premier plan. Des combats entre les trois éclatent en novembre 1974, commençant à Luanda et s'étendant rapidement à tout l'Angola. Le nouveau gouvernement portugais de gauche montre peu d'intérêt à intervenir mais favorise le MPLA. Le pays s'effondre en différentes sphères d'influence, le FNLA s'emparant du nord de l'Angola et l'UNITA du centre-sud. Le MPLA tient principalement le littoral, l'extrême sud-est et, en novembre 1974, prend le contrôle de Cabinda. La désunion des trois principaux mouvements retarde la passation du pouvoir. L'accord d'Alvor, que les trois et le Portugal signent le 15 janvier, s'avère ne pas constituer une base solide pour la procédure. Le gouvernement de transition prévu par l'accord est composé à parts égales des trois grands mouvements indépendantistes et du Portugal. Il prête serment le 31 janvier 1975; le jour de l'indépendance est fixé au 11 novembre 1975, le jour même du cessez-le-feu,,. Le FLEC ne fait pas partie de l'accord car il se bat pour l'indépendance de Cabinda, que les Portugais associent administrativement en tant qu'enclave de l'Angola.
Les combats à Luanda (appelés « deuxième guerre de libération » par le MPLA) reprennent à peine un jour après l'entrée en fonction du gouvernement de transition, quand Agostinho Neto profite du cessez-le-feu pour lancer une purge au sein du MPLA chez les partisans de son rival Daniel Chipenda. La faction Chipenda est en grande partie anéantie, laissant le FLNA comme le seul obstacle restant au contrôle du MPLA sur la ville. Chipenda et 2 000 de ses soldats survivants font défection vers le FLNA vers février, ce qui accroit les tensions. Les troupes du FNLA, arrivées du Zaïre par avion, prennent position à Luanda depuis octobre 1974. Le MPLA suit plus tard en plus petit nombre. Jusque-là, le MPLA et l'UNITA "ont donné tous les signes de leur intention d'honorer l'accord d'Alvor", mais des combats éclatent à Luanda entre le FNLA et le MPLA. Le FNLA est soutenu par Mobutu, les États-Unis et la Chine. En mars, le FNLA du nord de l'Angola roule sur Luanda, rejoint par des unités de l'armée zaïroise que Mobutu envoie sous les encouragements des États-Unis. Le 28 avril, le FNLA déclenche une deuxième vague d'attaques et début mai, 200 soldats zaïrois traversent le nord de l'Angola pour le soutenir,. Neto demande aux Soviétiques d'augmenter son aide militaire au MPLA. En mars 1975, des pilotes soviétiques font voler trente avions remplis d'armes à Brazzaville, ensuite amenés à Luanda. L'Union soviétique transporte par avion pour trente millions de dollars d'armes au MPLA en trois mois, tandis que Cuba déploie un contingent de 230 conseillers et techniciens militaires au MPLA, les premiers conseillers étant arrivés en mai.
Les combats s'intensifient avec des affrontements de rue en avril et mai, et l'UNITA s'implique après que plus de deux cents de ses membres sont massacrés par un contingent du MPLA en juin. Le MPLA initialement plus faible se retire vers le sud, mais avec des fournitures arrivant finalement de l'Union soviétique, il réussit à chasser le FNLA de Luanda le 9 juillet, et l'UNITA se retire dans son bastion du sud. Le FNLA prend position à l'est de Kifangondo à la périphérie est de la capitale, d'où il maintient sa pression, et élimine toute présence restante du MPLA dans les provinces septentrionales d'Uige et du Zaïre. Les combats se poursuivent dans tout le pays. Les mouvements indépendantistes tentent de s'emparer de points stratégiques clés, surtout la capitale le jour de l'indépendance. En août, le MPLA contrôle 11 des 15 capitales provinciales, dont Cabinda et Luanda. Les combats se poursuivent dans tout le pays. Les mouvements indépendantistes tentent de s'emparer de points stratégiques clés, surtout la capitale le jour de l'indépendance.

### Implication étrangère
À partir du début des années 1960, les trois grands mouvements d'indépendance bénéficient du soutien d'un large éventail de pays. Au moment de l'indépendance, le FNLA et l'UNITA reçoivent l'aide des États-Unis, du Zaïre, de l'Afrique du Sud et de la Chine.
Tant que le Portugal est présent en Angola, les mouvements positionnent leur quartier général dans des pays voisins indépendants, faisant du Congo-Léopoldville (Zaïre / république démocratique du Congo, anciennement belge), tant pour le MPLA que pour le FNLA, un choix logique. Après son expulsion de Léopoldville (aujourd'hui Kinshasa) en novembre 1963, le MPLA traverse le fleuve Congo vers l'ancien Congo-Brazzaville français (république du Congo), où il est invité par son nouveau gouvernement de gauche. Le FNLA reste au Congo-Léopoldville auquel il reste étroitement lié et d'où il reçoit l'essentiel de son soutien. Le chef du FNLA, Holden Roberto, est lié à Mobutu par mariage et soumis envers lui pour de nombreuses faveurs passées. Au fil des ans, le FNLA devient un peu plus qu'une extension des propres forces armées de Mobutu. Une grande partie du soutien du Zaïre vient indirectement des États-Unis, avec lesquels le dirigeant zaïrois Mobutu entretient des liens étroits. Le Zaïre est le premier pays à envoyer des troupes en Angola en mars 1975 et à s'engager dans des combats contre le MPLA à l'été de cette année.
À l'été 1974, la Chine est la première à agir après la révolution portugaise et envoie 200 instructeurs militaires au Zaïre où ils forment les troupes du FNLA et fournissent une assistance militaire. L'implication chinoise est une mesure contre l'influence soviétique plutôt que celle des pays occidentaux. Le 27 octobre 1975, ils sont aussi les premiers à retirer leurs instructeurs militaires. L'UNITA, qui s'est séparée du FNLA en 1965/66, est initialement maoïste et reçoit un certain soutien de la Chine. La Chine forme la division d'élite de Mobutu, la Kamanyola, ainsi que le FNLA, mais retire son soutien au Zaïre et au FNLA à la fin décembre 1975. En 1975, la Chine est la première à se retirer de la région après la révolution portugaise. Lorsque leur soutien cesse, le FNLA et l'UNITA rejoignent le camp occidental.
Les États-Unis soutiennent le régime de Salazar au Portugal. Ils autorisent l'utilisation d'équipements de l'OTAN en Angola pendant la guerre d'indépendance. Le soutien américain au FNLA est repris par l'administration Kennedy en 1960. Holden Roberto est salarié de la Central Intelligence Agency (CIA) depuis 1963. Le 7 juillet 1974, la CIA commence à financer le FNLA à petite échelle. Le 22 janvier 1975, une semaine après la signature des accords d'Alvor et juste avant l'entrée en fonction du gouvernement provisoire de l'Angola, le « Comité 40 » du Conseil de sécurité nationale des États-Unis, qui supervise les opérations clandestines de la CIA, autorise 300 000 dollars américains d'aide secrète à la FNLA,.
Comme la CIA se méfie du MPLA de gauche, elle ne veut pas qu'ils fassent partie du gouvernement de transition. Les États-Unis accroissent leur soutien au FNLA et prennent en charge le financement de l'UNITA. Le 18 juillet 1975, le président américain Ford approuve l'opération secrète de la CIA " IAFEATURE " pour aider le FNLA et l'UNITA avec de l'argent (30 millions de dollars américains), des armes et des instructeurs. Des instructeurs militaires américains (CIA) arrivent dans le sud de l'Angola début août, où ils coopent avec leurs homologues sud-africains arrivés à peu près au même moment. Le soutien implique le recrutement de mercenaires et une campagne de propagande élargie contre le MPLA. L'auteur Wayne Smith déclare que les États-Unis « se sont engagés à un embargo contre la livraison d'armes aux factions angolaises alors qu'ils lancent secrètement un programme paramilitaire ».
L'Afrique du Sud, qui est alors sous le régime de la minorité blanche connue sous le nom d'apartheid, devient les alliés les plus proches de l'UNITA et du FNLA,. D'autres pays occidentaux avec leur propre soutien clandestin au FNLA et à l'UNITA sont la Grande-Bretagne et la France. Israël soutient le FNLA de 1963 à 1969 et le FNLA envoie des membres en Israël pour une formation. Au cours des années 1970, Israël expédie des armes au FNLA via le Zaïre.
Certains pays du bloc de l'Est et la Yougoslavie établissent pour la première fois des liens avec le MPLA au début des années 1960 lors de sa lutte contre les Portugais. L'Union soviétique commence une aide militaire modeste à la fin des années 1960. Ce soutien reste clandestin, se fait au compte-gouttes et a parfois cessé complètement. C'est le cas en 1972, lorsque le MPLA subit une forte pression des Portugais et est déchiré par des conflits internes (lutte entre le leader du MPLA António Agostinho Neto et Chipenda de 1972 à 1974). L'aide soviétique est suspendue en 1973 à l'exception de quelques livraisons limitées en 1974 pour contrer le soutien chinois au FNLA ; seule la Yougoslavie continue à envoyer des fournitures au MPLA,,. En réponse au soutien américain et chinois au FNLA, le soutien soviétique au MPLA s'accroit massivement en mars 1975 sous la forme de livraisons d'armes par air via Brazzaville et par mer via Dar-es-Salaam,. Les Soviétiques préfèrent une solution politique, mais ils ne veulent pas voir le MPLA marginalisé,. Même après les incursions sud-africaines, les Soviétiques n'envoient que des armes, mais pas d'instructeurs pour l'utilisation des armes sophistiquées. Parmi les autres pays du bloc de l'Est, le MPLA a des contacts bien établis avec l'Allemagne de l'Est et la Roumanie,elles expédient de grandes quantités de fournitures non militaires. Bien qu'étant de gauche, Neto est intéressé par un équilibre idéologique dans son soutien étranger, mais malgré des « ouvertures » jusqu'en 1975, il n'est pas en mesure d'obtenir le soutien du MPLA par les États-Unis, devenant ainsi uniquement dépendant du camp de l'Est.

#### Cuba et le MPLA avant la guerre civile
Les premiers contacts informels de Cuba avec le MPLA remontent à la fin des années 1950. Les guérilleros du MPLA reçoivent leur première formation de Cubains à Alger à partir de 1963 et Che Guevara rencontre le chef du MPLA Agostinho Neto pour les premiers pourparlers de haut niveau le 5 janvier 1965 à Brazzaville où Cuba établit une mission militaire de deux ans. Cette mission vise à créer une réserve stratégique pour l'opération cubaine dans l'est du Congo. Elle a aussi pour objectif de fournir une assistance au gouvernement Alphonse Massemba-Débat à Brazzaville. Cette coopération marque le début de l'alliance Cuba-MPLA qui durera 26 ans.
Les opérations MPLA-cubaines à Cabinda et dans le nord de l'Angola rencontrent très peu de succès et les Cubains mettent fin à la mission à Brazzaville comme prévu en juillet 1966. Le MPLA déménage son siège à Lusaka au début de 1968. Quelques guérilleros du MPLA continuent à recevoir une formation militaire à Cuba, mais les contacts entre Cuba et le MPLA refroidissent alors que La Havane tourne son attention vers la lutte pour l'indépendance en Guinée-Bissau,. Après la tournée de Castro dans les pays africains en mai 1972, Cuba intensifie ses opérations internationalistes en Afrique en commençant une mission de formation en Sierra Leone et des missions techniques plus petites en Guinée équatoriale, en Somalie, en Algérie et en Tanzanie.
Dans un mémorandum du 22 novembre 1972, le major cubain Manuel Piñeiro Lozada communique à Raúl Castro la demande du MPLA pour de petites quantités d'entraînement et d'équipage. Ces considérations de 1972 ne portent pas leurs fruits et les attentions de Cuba restent focalisées sur la Guinée-Bissau. Ce n'est qu'après la révolution portugaise qu'une délégation du MPLA présente une demande d'aide économique, de formation militaire et d'armes à Cuba le 26 juillet 1974. Début octobre, Cuba reçoit une autre demande, cette fois plus urgente, de cinq officiers militaires cubains pour aider à organiser l'armée du MPLA, les FAPLA. En décembre 1974 et janvier 1975, Cuba envoie le major Alfonso Perez Morales et Carlos Cadelo en mission d'enquête en Angola pour évaluer la situation.
Bien que Cuba envisage la mise en place d'une mission militaire (entraînement militaire) en Angola, encore une fois, il n'y a pas eu de réponse officielle à cette demande. Le MPLA réitère la demande en mai 1975 lorsque le commandant cubain Flavio Bravo rencontre Neto à Brazzaville alors que les Portugais s'apprêtent à se retirer de leurs colonies africaines. Les espoirs d'aide du MPLA se tournent vers les pays du bloc de l'Est d'où une aide insuffisante se matérialisent selon leurs souhaits. Neto est cité dans un rapport cubain se plaignant du soutien terne de Moscou. Mais ni les Soviétiques ni le MPLA lui-même ne s'attendent à ce qu'une guerre majeure éclate avant l'indépendance. En mars 1975, le MPLA envoie ses 100 membres suivre une formation en Union soviétique et demande une aide financière à la Yougoslavie, qui donne 100 000 dollars.

### L'Afrique du Sud intervient
En 1975, le retrait soudain du Portugal de l'Angola et du Mozambique met fin à une histoire de coopération militaire et de renseignement sud-africaine avec le Portugal contre les mouvements indépendantistes angolais et namibiens remontant aux années 1960, formalisée plus tard dans une alliance secrète nommée exercice Alcora. Il met également fin à la coopération économique concernant le projet hydroélectrique de Cunene à la frontière angolo-namibienne, financé par l'Afrique du Sud.
L'implication sud-africaine en Angola, englobée dans ce qu'elle appelle la guerre frontalière sud-africaine, commence en 1966 lorsque le conflit avec le mouvement indépendantiste namibien, la South West Africa People's Organization (SWAPO), qui à l'époque a ses bases en Ovamboland et en Zambie, s'est d'abord enflammé. Avec la perte des Portugais en tant qu'allié et l'établissement d'un régime communiste pro-SWAPO dans les deux anciennes colonies, le régime d'apartheid perd des sections très appréciées de son «cordon sanitaire» (zone tampon) entre lui-même et l'Afrique noire hostile,,. Au cours des années suivantes, l'Afrique du Sud s'engage dans de nombreuses activités militaires et économiques dans la région, soutenant la RENAMO dans la guerre civile mozambicaine, entreprenant diverses mesures de déstabilisation économique contre le Botswana, le Lesotho, le Malawi, le Mozambique, le Swaziland, la Tanzanie, la Zambie et le Zimbabwe, soutenant une intervention mercenaire infructueuse aux Seychelles en 1981 et en soutenant un coup d'État au Lesotho en 1986. Il est à l'origine d'une tentative de coup d'État en Tanzanie en 1983, apporte son soutien aux rebelles au Zimbabwe depuis l'indépendance, mène des raids contre les bureaux du Congrès national africain à Maputo, Harare et Gaborone et mène une guerre contre-insurrectionnelle en Namibie contre la SWAPO. Contrairement aux autres pays de la région, l'Afrique du Sud n'a aucune influence économique sur l'Angola, faisant ainsi de l'action militaire le seul moyen possible d'influencer le cours des événements.
Le 14 juillet 1975, John Vorster approuve l'achat en secret d'armes d'une valeur de 14 millions de dollars américains pour le FNLA et l'UNITA,. Les premières cargaisons d'armes pour le FNLA et l'UNITA en provenance d'Afrique du Sud arrivent en août 1975.
Le 9 août 1975, une patrouille de 30 hommes de la Force de défense sud-africaine (SADF) se déplace à quelque 50 km dans le sud de l'Angola et occupe le complexe hydroélectrique de Ruacana-Calueque et d'autres installations sur la rivière Cunene. Plusieurs incidents hostiles avec l'UNITA et la SWAPO se déclenchent sous le prétexte du dangereux travailleur étranger. La défense du complexe du barrage de Calueque dans le sud de l'Angola est la justification de l'Afrique du Sud pour le premier déploiement permanent d'unités régulières de la SADF à l'intérieur de l'Angola,.
Le 22 août 1975, la SADF lance l'opération "Sausage II", un raid majeur contre la SWAPO dans le sud de l'Angola. En outre, le 4 septembre 1975, Vorster autorise la fourniture d'une formation militaire limitée, de conseils et d'un soutien logistique. À leur tour, le FNLA et l'UNITA aident les Sud-Africains combattant la SWAPO. En raison des récents succès du MPLA, le territoire de l'UNITA s'est réduit à certaines parties du centre de l'Angola, et il devient clair pour l'Afrique du Sud que le MPLA serait aux commandes de Luanda lors de l'indépendance. La SADF installe un camp d'entraînement près de Silva Porto et prépare les défenses de Nova Lisboa (Huambo). Ils rassemblent l'unité d'attaque mobile "Foxbat" pour arrêter l'approche des unités FAPLA avec lesquelles elle s'est affrontée le 5 octobre, sauvant ainsi Nova Lisboa pour l'UNITA.
Le 14 octobre, les Sud-Africains lancent secrètement l'opération Savannah lorsque la Task Force Zulu, la première de plusieurs colonnes sud-africaines, passe de la Namibie à Cuando Cubango. Le sud de l'Angola est dans le chaos avec les trois mouvements indépendantistes qui se battent pour la domination. La force opérationnelle Foxbat rejoint l'intervention à la mi-octobre,. L'opération prévoit l'élimination du MPLA de la zone frontalière sud, puis du sud-ouest de l'Angola, de la région centrale et enfin la prise de Luanda.
Les États-Unis sont au courant des plans militaires de l'Afrique du Sud à l'avance. Ils encouragent les Sud-Africains et coopèrent avec eux, contrairement au témoignage du secrétaire d'État Henry Kissinger au Congrès à l'époque, et contrairement à ce que le président Ford dit aux Chinois, qui soutiennent le FNLA mais s'inquiètent de l'engagement sud-africain en Angola,. Selon John Stockwell, un ancien officier de la CIA, "il y a une liaison étroite entre la CIA et les Sud-Africains"  et "les "hauts fonctionnaires" à Pretoria affirment que leur intervention en Angola est basée sur une "entente" avec le États-Unis".

### Mission militaire cubaine
Le 3 août, une délégation cubaine se rend une deuxième fois en Angola pour évaluer la situation, élaborer des plans pour le programme de formation demandé par Neto et remettre 100 000 dollars américains.
Après le retour de la délégation le 8 août, les Cubains envisagent les options de leurs instructeurs en Angola en cas d'intervention de l'Afrique du Sud ou du Zaïre qui serait soit une " guérilla ", soit un retrait en Zambie, où Cuba procède à l'ouverture d'une ambassade. Dans un mémorandum du 11 août 1975, le major Raúl Diaz Argüelles au major Raúl Castro explique les raisons de la visite et informe du contenu des entretiens. Le même jour, Argüelles propose une mission de 94 hommes à Castro. Le 15 août, Castro exhorte l'URSS à accroître son soutien au MPLA, propose d'envoyer des troupes spéciales et demande de l'aide. Les Russes refusent.
Compte tenu de l'intervention zaïroise au nord et de l'occupation sud-africaine du complexe hydroélectrique de Ruacana-Calueque au sud, il est décidé de doter les CIR de près de 500 Cubains au lieu des 100 demandés, qui doivent constituer environ 4 800 FAPLA recrues dans 16 bataillons d'infanterie, 25 batteries de mortier et diverses unités anti-aériennes en trois à six mois. Ces 500 hommes dont 17 dans une brigade médicale et 284 officiers,,.
L'envoi des volontaires cubains commence le 21 août et une équipe avancée avec les spécialistes les plus nécessaires utilise des vols commerciaux internationaux. De petits groupes continuent d'affluer à Luanda sur ces vols ainsi que sur les avions Britannia cubains et le gros arrive après un voyage de deux semaines à bord de trois cargos cubains ; le premier, le "Vietnam Heroico" accoste à Porto Amboim le 5 octobre. L'arrivée de deux navires cubains en Angola avec des instructeurs à bord est signalée par la CIA  et n'a pas alarmé Washington.
Les CIR sont placés à Cabinda, Benguela, Saurimo (anciennement Henrique de Carvalho) et à N'Dalatando (anciennement Salazar). Le CIR de Cabinda représente près de la moitié du total, 191 hommes, tandis que les autres en compte 66 ou 67 chacun. La raison du détachement plus fort à Cabinda est la menace perçue du Zaïre soit pour Cabinda, soit pour le Congo,. Au moment où les centres de formation sont entièrement dotés en personnel et opérationnels du 18 au 20 octobre, sans être remarqués par le monde, l'opération Savannah bat déjà son plein.
Contrairement aux succès dans le sud, à la mi-octobre, durant lesquels le MPLA prend le contrôle de 12 des provinces angolaises et de la plupart des centres urbains ; ils peinent à maintenir l'approvisionnement du FNLA et de leurs alliés sur le front nord juste à l'est de Luanda. Le FNLA reçoit des armes et du matériel des États-Unis via le Zaïre à partir de la fin juillet  et se renforce en septembre par l'arrivée des quatrième et septième bataillons de commando zaïrois. De juillet à novembre, le front fait des allers-retours entre Caxito et Quifangondo (Kifangondo). Neto demande plus de soutien à l'Union soviétique qui n'a aucune intention d'envoyer du personnel avant l'indépendance et n'envoie plus d'armes qu'à contrecœur. Les Cubains sont occupés à gérer l'arrivée des contingents des CIR et ce n'est que le 19 octobre qu'ils accordent une attention suffisante à la situation précaire de Luanda. Réalisant la menace, ils ferment le CIR à Salazar seulement 3 jours après qu'il commence à fonctionner et déploient la plupart des recrues et des instructeurs cubains à Luanda. Quarante instructeurs du CIR Salazar sont les premiers Cubains à s'impliquer dans la défense de Quifangondo le 23 octobre 1975 lorsqu'ils lancent un assaut infructueux contre les forces FNLA-zaïroises à Morro do Cal. Un deuxième groupe soutient le MPLA le 28 octobre le long de la même ligne de défense à l'est de Kifangondo.
Après que des conseillers sud-africains et des armes antichars aient aidé à arrêter une avancée du MPLA sur Nova Lisboa (Huambo) début octobre, les Zoulous prennent Roçadas le 20 octobre, Sá da Bandeira le 24 octobre et Moçâmedes le 28 octobre. Les 2 et 3 novembre, des instructeurs cubains s'impliquent pour la troisième fois dans les combats, cette fois 51 hommes du CIR Benguela, lorsqu'ils tentent en vain d'aider les FAPLA à arrêter l'avancée des Zoulous près de Catengue. Cette première rencontre entre Cubains et Sud-Africains conduit aux premiers décès cubains officiellement reconnus. "Leur participation conduit le commandant zoulou Breytenbach à conclure que ses troupes sont confrontées à l'opposition FAPLA la mieux organisée et la plus lourde à ce jour".

## La première intervention de Cuba

### Opération Carlota
Ce n'est qu'après la débâcle du MPLA à Catengue que les Cubains prennent pleinement conscience de l'intervention sud-africaine, que Luanda serait prise et que leurs missions d'entraînement sont en grave danger s'ils n'interviennent pas immédiatement. Neto demande des renforts immédiats et massifs de La Havane à la demande d'Argüelles. Le 4 novembre, Castro décide de lancer une intervention d'une ampleur sans précédent, nommant la mission Opération Carlota, d'après 'Black Carlota ', le chef d'une rébellion d'esclaves en 1843. Le même jour, un premier avion avec 100 spécialistes de l'armement lourd, que le MPLA demande en septembre, part pour Brazzaville et arrive à Luanda le 7 novembre. Le 9 novembre, les deux premiers avions cubains arrivent à Luanda avec les 100 premiers hommes d'un contingent d'un bataillon de 652 hommes des forces spéciales d'élite. La première priorité des Cubains est d'aider le MPLA à garder Luanda.

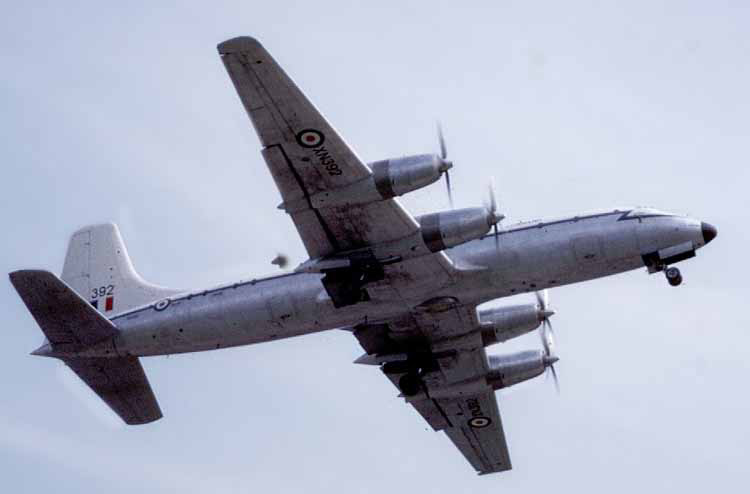
Un Bristol Britannia, photographié en 1964.

Avec l'opération Carlota, Cuba devient un acteur majeur du conflit. Contrairement à ses engagements étrangers dans les années soixante, ce n'est pas une opération secrète. Castro décide de soutenir le MPLA en toute transparence, en envoyant des forces spéciales et 35 000 fantassins d'ici la fin de 1976, en les déployant aux frais de Cuba et avec ses propres moyens de novembre 1975 à janvier 1976.
Le transport aérien s'avère être un problème majeur. Cuba n'a que trois avions à turbopropulseurs Bristol Britannia de moyenne portée qui ne sont pas aptes à préserver une altitude de 9 000 km pour des traversées transatlantiques sans escale. Néanmoins, entre le 7 novembre et le 9 décembre, les Cubains réussissent à organiser 70 vols de renfort vers Luanda. Au départ, ils peuvent faire escale à la Barbade, aux Açores ou à Terre-Neuve, ce qui incite Washington à refuser les droits de débarquement à Cuba. Mais en déplaçant les décollages vers l'aéroport le plus à l'est de Cuba, Holguin, en prenant aussi peu de poids que nécessaire et en ajoutant des réservoirs supplémentaires, les avions parviennent à effectuer de nombreuses traversées de l'océan jusqu'à ce que les Soviétiques fournissent des avions à réaction longue distance,.
Pour le gros des troupes et de l'équipement, les Cubains réquisitionnent tous les navires disponibles de sa marine marchande. Ils accostent à Luanda les 27 et 29 novembre et le 1er décembre, apportant 1 253 soldats et du matériel.
Le déploiement des troupes n'est pas pré-arrangé avec l'URSS, comme souvent rapporté et décrit par l'administration américaine. Au contraire, il prend l'URSS par surprise. Les Soviétiques sont contraints d'accepter le déploiement des troupes cubaines afin de ne pas mettre en danger les relations avec leur allié le plus important à proximité des États-Unis. Mais ils ont en tête de limiter l'étendue de l'engagement cubain et se contentent d'envoyer des armes et quelques spécialistes à Brazzaville et Dar-es-Salaam. Ce n'est que deux mois plus tard, après que les combats basculent en faveur des Cubains et que les États-Unis adoptent l'amendement Clark, que Moscou accepte un certain soutien en organisant un maximum de 10 vols de transport de Cuba vers l'Angola.
Avec l'attaque du FNLA depuis l'est, la situation du MPLA quelques jours seulement avant l'indépendance semble sombre. En plus de cela, Cabinda est sous la menace d'une prise de contrôle par une force FLEC-Zaïroise. Les troupes cubaines capables d'intervenir avant la déclaration d'indépendance du 11 novembre sont essentiellement celles postées dans les trois CIR, les 100 spécialistes arrivés à Luanda le 7 novembre et les 164 premières forces spéciales de l'opération Carlota arrivées sur deux avions dans la soirée du 8 novembre. Les 100 spécialistes et 88 hommes des forces spéciales sont immédiatement dépêchés sur le front voisin de Quifangondo où la force FNLA-Zaïroise lance un assaut le matin même. Ils soutiennent 850 FAPLA, 200 Katangais et un conseiller soviétique. Les premières armes lourdes sont déjà arrivées de Cuba par bateau le 7 novembre, parmi lesquelles des canons, des mortiers et 6 lance-roquettes multiples BM-21 (Katyusha). Les Cubains reçoivent des informations selon lesquelles l'invasion prévue de Cabinda commence le matin du 8 novembre.

### Front nord et Cabinda
L'invasion de Cabinda est menée par trois bataillons d'infanterie FLEC et un zaïrois sous le commandement de 150 mercenaires français et américains. Le MPLA a à sa disposition les 232 Cubains du CIR, un bataillon d'infanterie FAPLA fraîchement formé et un bataillon non formé. Dans la bataille qui suit pour Cabinda du 8 au 13 novembre, ils réussissent à repousser l'invasion sans le soutien de l'opération Carlota, sauvant ainsi l'enclave pour le MPLA.
Deux jours avant l'indépendance, le danger le plus imminent pour le MPLA vient du front nord où le FNLA et ses alliés se tiennent à l'est de Quifangondo. 2 000 soldats du FNLA sont appuyés par deux bataillons d'infanterie zaïroise (1 200 hommes), 120 mercenaires portugais, quelques conseillers résidents, dont un petit contingent de la CIA, et 52 Sud-Africains dirigés par le général Ben de Wet Roos. Ils équipent l'artillerie fournie par la SADF qui est transportée par avion à Ambriz seulement deux jours auparavant.
Après des bombardements d'artillerie sur Luanda et Quifangondo toute la nuit et un bombardement de l'armée de l'air sud-africaine aux premières heures de la nuit, l'attaque finale du FNLA est lancée le matin du 10 novembre. La force d'attaque est prise en embuscade et détruite par les forces FAPLA-cubaines. Les forces cubaines bombardent leurs ennemis sud-africains et FNLA avec des lance-roquettes BM-21 Grad qui ne mettent en place que la nuit précédente et sont bien hors de portée des canons sud-africains désuets. La défaite du FNLA à la bataille de Quifangondo assure la capitale du MPLA. Le même jour, les Portugais remettent le pouvoir "au peuple angolais" et peu après minuit, Neto proclame l'indépendance et la formation de la "république populaire d'Angola",. Poussés par la CIA et d'autres services étrangers clandestins, le FNLA et l'UNITA annoncent la proclamation d'une république populaire démocratique avec la capitale temporaire à Huambo. Pourtant, l'UNITA et le FNLA ne s'entendent pas sur un gouvernement uni et des combats entre eux éclatent à Huambo à la veille du jour de l'indépendance,,. Le jour de l'indépendance, le MPLA ne détient guère plus que la capitale et une bande du centre de l'Angola vers l'intérieur vers le Zaïre et l'enclave de Cabinda. Le 4 décembre, les FAPLA-Cubains lancent une contre-offensive contre le FNLA. Mais avec Luanda et Cabinda sécurisés et la défaite du FNLA à Quifangondo, ils peuvent enfin se tourner davantage vers le sud.
Cuba opère de manière indépendante en décembre et janvier, amenant ses troupes lentement, mais régulièrement. Deux mois après le début de l'opération Carlota, les Soviétiques acceptent dix vols charters sur des avions de ligne à réaction long-courrier IL-62, à partir du 8 janvier.
Début février, avec l'augmentation du nombre de troupes cubaines et d'armes sophistiquées, les combats tournent en faveur du MPLA. L'offensive finale dans le Nord débute le 1er janvier 1976. Le 3 janvier, les forces FAPLA-cubaines prennent les bases aériennes FNLA de Negage et Camabatela et un jour plus tard la capitale FNLA de Carmona. Une ultime tentative du FNLA d'utiliser des mercenaires étrangers enrôlés par la CIA (voir chapitre suivant : réponse américaine) échoue ; le 11 janvier, les FAPLA-Cubains ont capturé Ambriz et Ambrizete (N'zeto) et le 15 février le dernier point d'appui du FNLA, São Salvador. Fin février, un bataillon Cubain et 12 bataillons FAPLA sont anéantis par le FNLA, chassant ce qui reste d'eux et de l'armée zaïroise de l'autre côté de la frontière,. Le contingent sud-africain du front nord est évacué par bateau le 28 novembre. Les derniers mercenaires quittent le nord de l'Angola le 17 janvier.

### Réponse américaine
Il faut plusieurs jours avant que les États-Unis ne réalisent pas la gravité de la défaite du FNLA à Quifangondo, mais même alors, ils n'ont qu'une petite idée de l'étendue de l'implication cubaine. Les nouvelles du front sud sont, selon eux, toujours positives. Kissinger, comme les Sud-Africains, est ébranlé par l'ampleur de la réponse soviétique et cubaine. Le groupe de travail angolais de la CIA au siège de la CIA à Langley est si confiant dans le succès des habitués zaïrois et sud-africains que le 11 novembre, les membres célèbrent l'indépendance de l'Angola avec du vin et du fromage dans leurs bureaux. Les États-Unis n'ont pas commenté l'intervention sud-africaine en Angola mais dénoncent l'intervention cubaine lorsqu'ils reconnaissent pour la première fois les troupes cubaines en Angola dans une déclaration officielle le 24 novembre 1975. Kissinger déclare "que les efforts américains de rapprochement avec Cuba prendraient fin si" l'intervention armée cubaine dans les affaires d'autres nations luttant pour décider de leur propre sort "continuait". Le 28 février 1976, Ford qualifie Castro de "hors-la-loi international" et l'intervention cubaine d'"acte d'agression flagrant".
En raison de l'hostilité entre les États-Unis et Cuba, les Américains cette défaite contre les cubains comme inacceptable. Les États-Unis supposent que l'URSS est derrière l'ingérence cubaine,. Le 9 décembre, Ford demande aux Soviétiques de suspendre le pont aérien, en supposant toujours qu'il s'agit d'une opération dirigée par les Soviétiques. Les Américains décrivent différemment les motivations des Cubains : ils affirment que l'Afrique du Sud doit intervenir après que Cuba ait envoyé des troupes pour soutenir le MPLA et que la guerre en Angola est un nouveau défi majeur lancé à la puissance américaine par un Moscou expansionniste nouvellement confiant à la suite des victoires communistes de la guerre du Vietnam. Ce n'est que des années plus tard qu'il leur apparait clairement que les Cubains agissent en leur propre nom.
Face à cette réaction américaine, Fidel Castro s'exprime : "Pourquoi ont-ils été vexés ? Pourquoi ont-ils tout prévu pour prendre possession de l'Angola avant le 11 novembre ? L'Angola est un pays riche en ressources. À Cabinda, il y a beaucoup de pétrole. Certains impérialistes se demandent pourquoi nous aidons les Angolais, quels intérêts nous avons. Ils ont l'habitude de penser qu'un pays n'en aide un autre que lorsqu'il veut son pétrole, son cuivre, ses diamants ou d'autres ressources. Non, nous ne cherchons pas des intérêts matériels et il est logique que cela ne soit pas compris par les impérialistes. Ils ne connaissent que des critères chauvins, nationalistes et égoïstes. En aidant le peuple angolais, nous remplissons un devoir fondamental d'internationalisme."
Le 3 décembre 1975, lors d'une réunion avec des responsables américains et chinois, dont Deng Xiaoping (vice-premier ministre et député de Mao Zedong), Qiao Guanhua (ministre des Affaires étrangères), le président Gerald Ford, Henry Kissinger (secrétaire d'État/ministre des Affaires étrangères), Brent Scowcroft (assistant du président pour la NSA) et George HW Bush (chef du bureau de liaison des États-Unis à Pékin) discutent de questions internationales, dont l'Angola. Bien que la Chine ait soutenu le MPLA dans le passé, elle se range du côté du FNLA et de l'UNITA. La Chine est particulièrement préoccupée par les sensibilités et la fierté africaines et considère l'implication sud-africaine comme le problème principal et relativement complexe. Kissinger répond que les États-Unis sont prêts à "repousser l'Afrique du Sud dès qu'une force militaire alternative pourra être créée". C'est lors de cette réunion que le président Ford déclare aux Chinois : "Nous n'avons rien à voir avec l'implication sud-africaine, et nous prendrons des mesures pour faire sortir l'Afrique du Sud, à condition qu'un équilibre puisse être maintenu pour qu'ils ne soient pas dedans". Il déclare également qu'il approuve 35 millions de dollars supplémentaires (pour soutenir le nord) en plus de ce qui est fait auparavant. Ils discutent et conviennent  de qui devrait soutenir le FNLA ou l'UNITA par quels moyens et de quelle manière en tenant compte des sensibilités des pays voisins.
Ce n'est que lorsque l'administration américaine demande au Congrès 28 millions de dollars pour IAFEATURE que le Congrès a vraiment prêté attention aux événements en Angola. À ce moment-là, "les preuves de l'invasion sud-africaine sont accablantes et la puanteur de la collusion des États-Unis avec Pretoria flotte dans l'air. Pire encore, le nombre croissant de troupes cubaines fait dérailler les plans de la CIA et l'administration semble ne pas savoir quoi faire ensuite."  Les fonds ne sont pas approuvés et le 20 décembre 1975, le Sénat américain adopte un amendement interdisant l'assistance secrète aux forces anticommunistes et limitant l'implication de la CIA en Angola. Plus tard cet hiver-là, un amendement au projet de loi sur l'aide étrangère parrainé par Dick Clark prolonge l'interdiction. (Amendement Clark)  L'administration américaine recourut à d'autres moyens de soutien au FNLA et à l'UNITA dont l'un est la levée de mercenaires. La CIA lance un programme secret pour recruter des Brésiliens et des Européens pour combattre dans le nord de l'Angola. Au total, ils réussissent à enrôler environ 250 hommes, mais au moment où un nombre significatif est arrivé en janvier 1975, la campagne dans le nord est pratiquement terminée. D'autres moyens de continuer à soutenir le FNLA et l'UNITA sont par l'intermédiaire de l'Afrique du Sud et d'autres États alliés des États-Unis tels qu'Israël et le Maroc.
"Les services de renseignement américains estiment qu'au 20 décembre, il y a 5 000 à 6 000 Cubains en Angola."  "Des sources cubaines, cependant, indiquent que le nombre oscille autour de 3 500 à 4 000."  Cela aurait plus ou moins mis les Cubains à égalité avec les Sud-Africains sur le front sud. À ce moment-là, il y a beaucoup de soldats cubains, de spécialistes militaires et de techniciens civils en Angola. En effet, il y a tellement de navires ancrés dans la baie de Luanda qu'en février 1976, Neto dit à un fonctionnaire proche de lui : "Ce n'est pas bien, s'ils continuent comme ça, les Cubains vont se ruiner." Il est peu probable que même les Cubains prévoient que leur intervention atteigne de telles proportions. Cependant, il leur est clair dès le début que l'action doit être rapide, décisive et à tout prix couronnée de succès. Mais l'un des résultats des événements d'Angola en 1976 est l'attention accrue des Américains aux affaires africaines, en particulier dans le sud du continent. Kissinger s'est inquiété, "si les Cubains sont impliqués là-bas, la Namibie est la suivante et après cela l'Afrique du Sud elle-même". Avec la nécessité de se distancer des parias aux yeux de l'Afrique noire, cela signifie également que les États-Unis abandonneraient leur soutien au régime blanc en Rhodésie, un prix qu'ils sont prêts à payer pour « contrecarrer le communisme »,.

### Couverture presse internationale
Les Sud-Africains réussissent à cacher leur intervention à lvoite du monde pendant un certain temps. Il a même fallu au MPLA jusqu'au 23 octobre 1975 pour remarquer que ce ne sont pas des mercenaires blancs mais la SADF qui avance sur Luanda. Pourtant, il faut encore un mois entier pour que la presse mondiale s'en aperçoive : un jour après l'arrêt de l'avancée côtière sud-africaine, deux correspondants de Reuters et de British Independent Television News publient des informations selon lesquelles des Sud-Africains se battent en Angola. Le 23 novembre 1975, un grand journal occidental, le Washington Post, annonce que des troupes sud-africaines régulières combattent à l'intérieur de l'Angola. Bien que d'autres journaux aient tardé à suivre, par exemple le New York Times du 12 décembre, le fait est finalement devenu internationalement connu. Le public sud-africain a été tenu dans l'ignorance et ce n'est que le 19 décembre qu'il en apprend davantage sur ce qu'on appelle la «guerre frontalière» lorsque des journaux publient des photos de soldats de la SADF capturés par les FAPLA et les Cubains.

### Front sud

#### L'avance SADF est arrêtée

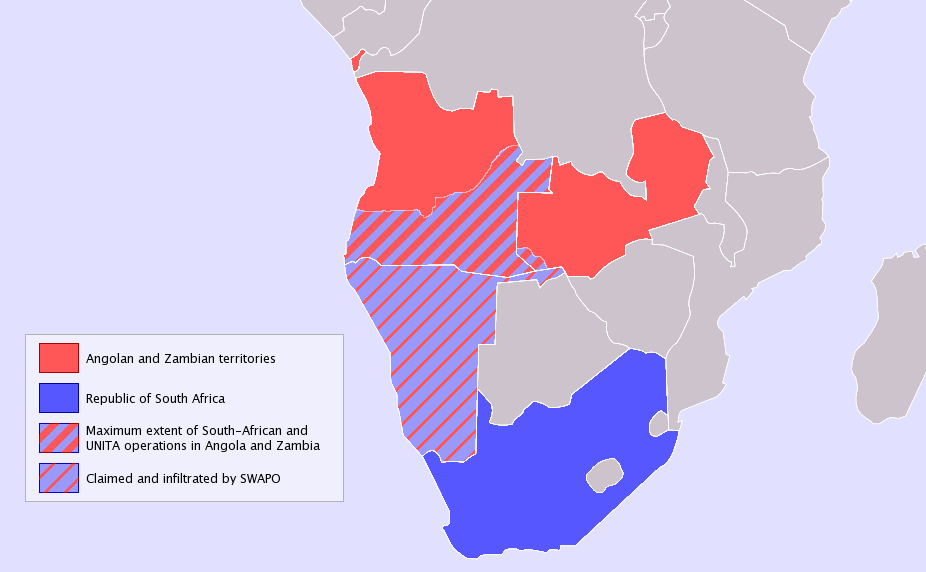
Portée des opérations SADF.

Au moment où les FAPLA et les Cubains peuvent se concentrer davantage sur le front sud après la bataille de Quifangondo, les Sud-Africains gagnent du terrain. Les 6 et 7 novembre 1975, la Task Force Zulu prend les villes portuaires de Benguela et Lobito qui sont abandonnées de manière inattendue. Les villes prises par la SADF sont remises à l'UNITA. Dans le centre de l'Angola, au même moment, l'unité de combat Foxbat se déplace à 800 km au nord vers Luanda. À ce moment-là, il devient clair que Luanda ne peut pas être prise le jour de l'indépendance le 11 novembre et les Sud-Africains envisagent d'interrompre l'avance et la retraite. Mais le 10 novembre 1975, Vorster cède à la demande urgente de l'UNITA de maintenir la pression militaire dans le but de capturer le plus de territoire possible avant la prochaine réunion de l'OUA. Ainsi, Zulu et Foxbat continuent vers le nord avec deux nouveaux groupements tactiques formés plus à l'intérieur des terres (X-Ray et Orange) et "il y a peu de raisons de penser que les FAPLA seraient en mesure d'empêcher cette force élargie de capturer Luanda en une semaine". En novembre et décembre 1975, la présence de la SADF en Angola compte entre 2 900 et 3 000 personnes.
Zulu fait maintenant face à une résistance plus forte en avançant sur Novo Redondo, après quoi la fortune change en faveur des FAPLA et des Cubains. Les premiers renforts cubains arrivent à Porto Amboim, à seulement quelques kilomètres au nord de Novo Redondo, détruisant rapidement trois ponts traversant la rivière Queve, arrêtant efficacement l'avancée sud-africaine le long de la côte le 13 novembre 1975. Malgré des efforts concertés pour avancer vers le nord jusqu'à Novo Redondo, la SADF n'est pas en mesure de percer les défenses des FAPLA,,. Lors d'une dernière avancée réussie, un groupe de travail sud-africain et les troupes de l'UNITA prennent Luso sur le chemin de fer de Benguela le 11 décembre, qu'ils ont tenu jusqu'au 27 décembre.
À la mi-décembre, l'Afrique du Sud prolonge le service militaire et fait appel à des réserves,. Fin décembre, Cuba déploie 3 500 à 4 000 soldats en Angola, dont 1 000 sécurisent Cabinda  et finalement le vent tourne en faveur du MPLA. Outre son « enlisement » sur le front sud , l'Afrique du Sud doit faire face à deux autres revers majeurs : prise de conscience de l'opération par la presse internationale et le revirement de la politique américaine.

#### L'Afrique du Sud se retire
Fin décembre 1975, il y a des débats houleux entre Vorster, le ministre des Affaires étrangères Muller, le ministre de la Défense Botha, le chef du BOSS (Bureau sud-africain de la sécurité de l'État) van den Bergh et un certain nombre de hauts fonctionnaires quant à se retirer ou à rester. Le Zaïre, l'UNITA et les États-Unis exhortent l'Afrique du Sud à rester. Mais les États-Unis n'approuveraient pas ouvertement l'intervention sud-africaine et n'assureraient pas une assistance militaire continue en cas d'escalade.

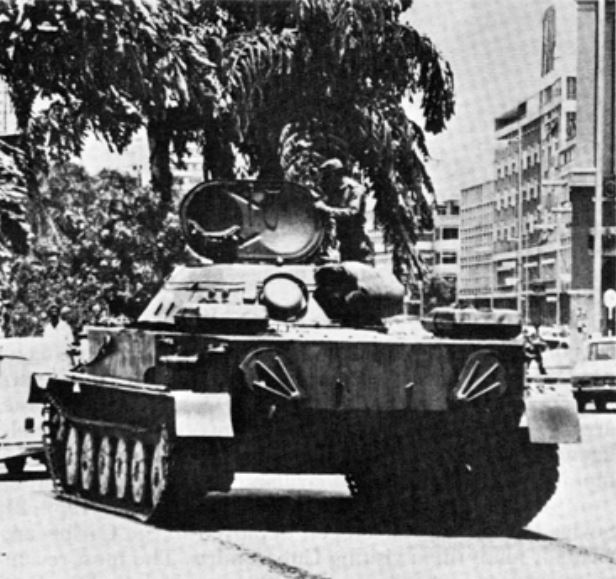
Char PT-76 habité par des Cubains dans les rues de Luanda, 1976.

Le 30 décembre 1975, Vorster prévoit de se retirer après la session d'urgence de l'OUA à Addis-Abeba le 13 janvier 1976 sur une ligne 50 à 80 km au nord de la frontière namibienne.
Début janvier 1976, les Cubains lancent une première contre-offensive chassant Foxbat des collines de Tongo et Medunda. La réunion de l'OUA que les Sud-Africains espent débat de la question angolaise et vote le 23 janvier 1976, condamnant l'intervention sud-africaine et exigeant son retrait. Dégrisé par la performance des Cubains et par la froideur de l'Occident, Pretoria choisit de plier et ordonne le retrait de ses troupes d'Angola,.
Le sentiment du gouvernement de Pretoria à l'époque est exprimé dans un discours de Botha devant le parlement sud-africain le 17 avril 1978, dans lequel il accuse les États-Unis de "manquer à leur promesse de leur apporter tout le soutien nécessaire dans leur campagne pour vaincre le MPLA".
Une fois la décision prise, l'Afrique du Sud retire ses forces vers la Namibie. Fin janvier, la SADF abandonne les villes de Cela et Novo Redondo. Hormis quelques escarmouches, les Cubains restent bien derrière les Sud-Africains en retraite et vainquent la résistance restante de l'UNITA. Début février 1976, la SADF se retiree dans l'extrême sud de l'Angola, laissant derrière elle des champs de mines et des ponts détruits. La capitale de l'UNITA, Nova Lisboa (Huambo) tombe aux mains des FAPLA le 8 février, les ports de Lobito et Benguela le 10 février. Le 14 février, le contrôle du chemin de fer de Benguala est complet et le 13 mars, l'UNITA perd son dernier pied dans l'extrême sud-est de l'Angola, Gago Gouthinho (Lumbala N'Guimbo). C'est dans cette attaque que les Cubains employent pour la première fois leur aviation.
Quatre à cinq mille soldats de la SADF gardent une bande le long de la frontière namibienne jusqu'à 80 km de profondeur jusqu'à ce que l'Angola donne au moins l'assurance qu'il n'approvisionnerait pas de bases pour la SWAPO et qu'il continuerait à fournir de l'électricité à la Namibie à partir des barrages de Cunene. Alors que les Cubains et les FAPLA s'approchent lentement de la frontière sud, l'Afrique du Sud et le MPLA entament des négociations indirectes sur le retrait sud-africain négociées par les gouvernements britannique et soviétique. Neto ordonne aux FAPLA et aux Cubains de s'arrêter à distance de la frontière, empêchant ce que certains craignent de se transformer en un conflit beaucoup plus important. En échange de la reconnaissance sud-africaine, il propose de garantir la sécurité de l'investissement sud-africain de 180 millions de dollars dans le complexe hydroélectrique de Cunene, au nord-ouest de la Namibie, près de la frontière angolaise. Le 25 mars, Botha annonce le retrait total des troupes sud-africaines d'Angola d'ici le 27 mars 1976. Le 27 mars, les 60 derniers véhicules militaires traversent la frontière avec la Namibie.

### Consolidation
Avec le retrait de l'Afrique du Sud, la résistance du FNLA et de l'UNITA s'effondre et le MPLA est laissé en possession exclusive du pouvoir. Avec l'aide de ses alliés cubains, le MPLA "a non seulement vaincu ses rivaux les plus acharnés -le FNLA et l'UNITA -mais, ce faisant, a écarté la CIA et humilié la puissante machine de guerre de Pretoria". Ce qui reste de l'UNITA se retire dans la brousse angolaise et au Zaïre. Un certain nombre de pays africains discréditent l'UNITA pour ses liens avec le gouvernement de l'apartheid, la CIA et les mercenaires blancs.
Le Conseil de sécurité des Nations Unies se réunit pour examiner "l'acte d'agression commis par l'Afrique du Sud contre la république populaire d'Angola" et, le 31 mars 1976, qualifie l'Afrique du Sud d'agresseur, lui demandant d'indemniser les dommages de guerre. Sur le plan international, l'Afrique du Sud se retrouve complètement isolée et l'échec de son opération Savannah l'a laissée "sans une seule miette de confort". "Les répercussions internes de la débâcle angolaise se sont rapidement fait sentir lorsque, le 16 juin 1976 -enhardi par la victoire FAPLA-cubaine -le soulèvement de Soweto commence, inaugurant une période de troubles civils qui doit se poursuivre jusqu'à et au-delà de l'effondrement de l'apartheid. "  Un autre revers pour Pretoria en quatre ans est la fin du règne de la minorité blanche en Rhodésie alors qu'elle émerge comme la prochaine nation à majorité noire du Zimbabwe, complétant l'isolement géographique total de l'Afrique du Sud de l'apartheid. L'Angola obtient la reconnaissance de l'OUA le 10 février 1976. L'OUA reconnait le MPLA comme gouvernement angolais. La majorité de la communauté internationale, mais pas les États-Unis, fait de même. Les États-Unis ne peuvent pas empêcher son admission à l'Assemblée générale des Nations unies en tant que 146e membre.
Au plus fort du déploiement en 1976, Cuba a 36 000 militaires stationnés en Angola. Lors de leur rencontre à Conakry le 14 mars 1976, alors que la victoire est déjà assurée, Castro et Neto décident que les Cubains se retireraient progressivement, laissant sur place le temps nécessaire assez d'hommes pour organiser une armée forte et moderne, capable de garantir l'avenir du MPLA. Les Cubains n'ont pas l'intention de s'enliser dans une longue contre-insurrection interne et commencent à réduire leur présence en Angola comme prévu après le retrait des Sud-Africains. Fin mai, plus de 3 000 soldats sont déjà rentrés à Cuba et bien d'autres sont en route. À la fin de l'année, les troupes cubaines sont réduites à 12 000.

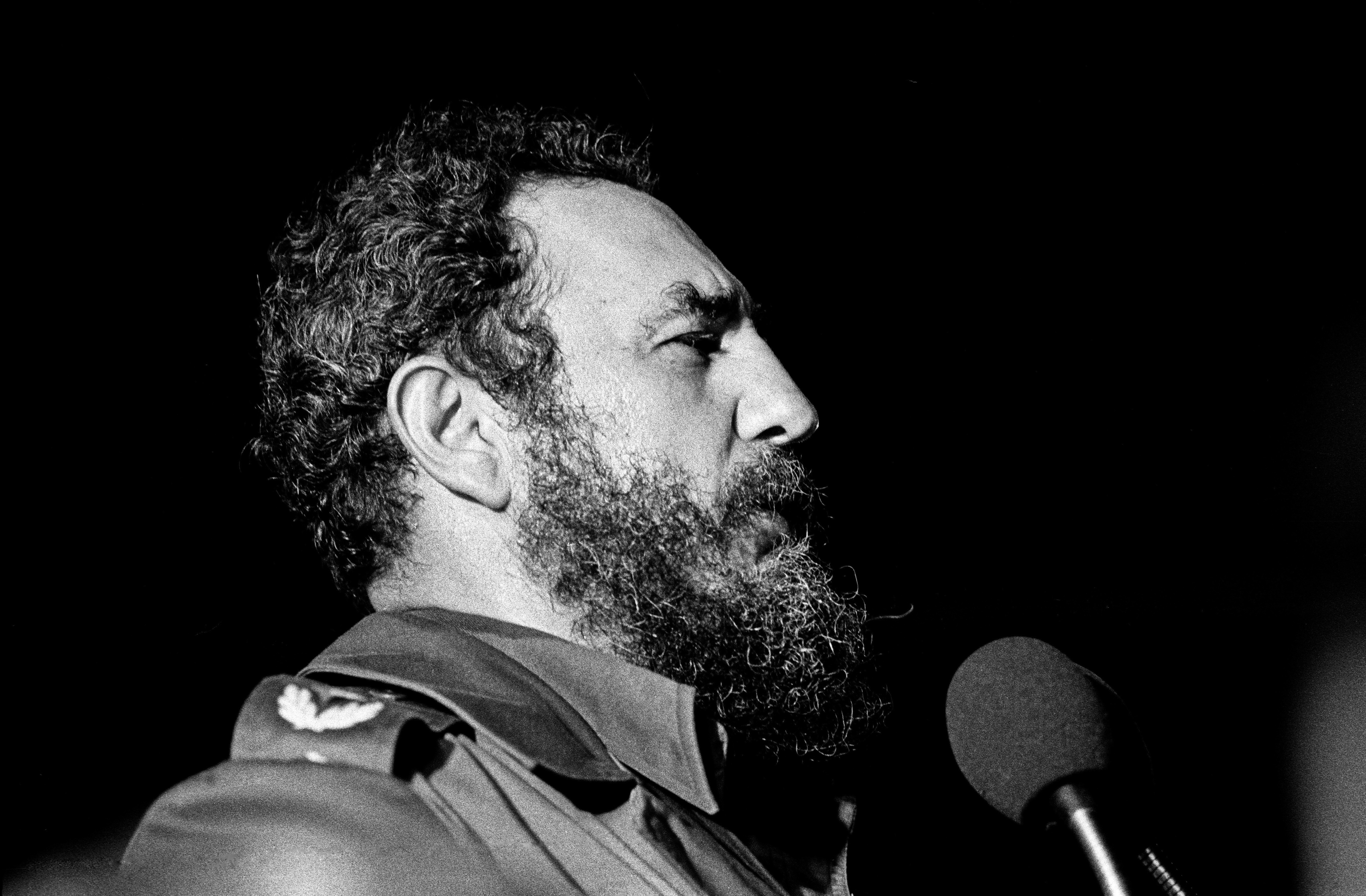
Fidel Castro 1978 parlant à La Havane, Photo : Marcelo Montecino.

Les Cubains ont de grands espoirs qu'après leur victoire en Angola, en coopération avec l'URSS, ils pourraient retirer toute l'Afrique australe de l'influence des États-Unis et de la Chine. En Angola, ils mettent en place des dizaines de camps d'entraînement pour les guérilleros namibiens (SWAPO), rhodésiens (ZAPU) et sud-africains (ANC). Un rapport de renseignement de la SADF en 1977 conclue "que le niveau de formation de la SWAPO s'est considérablement amélioré grâce à la formation qu'ils reçoivent des instructeurs cubains". Cuba voit sa deuxième tâche principale dans la formation et l'équipement des FAPLA que les Soviétiques fournissent en armes sophistiquées, notamment des chars et une propre force aérienne avec des chasseurs MiG-21.
Début 1977, la nouvelle administration Carter a à l'esprit de reconnaître le gouvernement du MPLA malgré la présence de troupes cubaines en supposant qu'elles se retireraient une fois la question namibienne réglée et la frontière sud de l'Angola sécurisée. Le MPLA et les troupes cubaines contrôlent toutes les villes du sud en 1977, mais les routes du sud font face à des attaques répétées de l'UNITA. Savimbi exprime sa volonté de rapprochement avec le MPLA et la formation d'un gouvernement socialiste unifié, mais il insiste d'abord sur le retrait de Cuba.
Sur la scène internationale, la victoire de Cuba contre l'Afrique du Sud renforce l'image de Castro comme l'un des principaux dirigeants du Mouvement des non-alignés dont il est secrétaire général de 1979 à 1983.

### Engagement humanitaire
Selon les Cubains, la priorité absolue de leur mission en Angola est humanitaire et non militaire. À la suite de l'opération Carlota, environ 5 000 personnels techniques, médicaux et éducatifs cubains sont constamment postés en Angola pour combler les vides laissés par les Portugais. "Pour une génération de Cubains, le service internationaliste en Angola représente l'idéal le plus élevé de la révolution cubaine" et pour beaucoup, il devient une partie normale de la vie de se porter volontaire pour une mission internationaliste, principalement en Angola, qui dure de 18 à 24 mois. Au cours des années suivantes, des dizaines de milliers de volontaires sont traités chaque année. En 1978, le système de santé angolais est presque entièrement géré par des médecins cubains. Après le départ des Portugais du pays, il n'y a qu'un médecin pour 100 000 habitants. Les Cubains postent une importante équipe médicale à l'Université de Luanda et aux hôpitaux de Prenda et ouvrent des cliniques dans des zones reculées de tout l'Angola.
Le programme technique est la plus grande branche de la mission humanitaire de Cuba, car l'Angola a désespérément besoin de techniciens pour superviser les projets de reconstruction. Des ingénieurs, techniciens et ouvriers du bâtiment cubains travaillent sur des chantiers de construction, notamment pour réparer les infrastructures gravement endommagées (ponts, routes, bâtiments, télécommunications, etc.) du pays. Les premières équipes arrivent en janvier 1977 et au cours des 5 années suivantes, elles construisent 2 000 maisons à Luanda et 50 nouveaux ponts, rouvert plusieurs milliers de kilomètres de réseaux routiers, électriques et téléphoniques. Les tentatives de relance de la production angolaise de café et de canne à sucre échouent en raison de la propagation de la guerre avec l'UNITA. Selon Cubatecnica, le bureau gouvernemental pour l'aide étrangère non militaire, il y a plus de volontaires cubains qu'il n'est possible d'en accepter et de longues listes d'attente. L'engagement de Cuba jette les bases des services sociaux de l'Angola.

### Subventions économiques
Au cours de l'intervention, le gouvernement MPLA utilise les bénéfices de l'industrie pétrolière angolaise pour subventionner l'économie cubaine, rendant Cuba aussi dépendant économiquement de l'Angola que le gouvernement MPLA est militairement dépendant de Cuba. Les bas prix du pétrole des années 1980 changent l'attitude du gouvernement du MPLA concernant les subventions à l'économie cubaine. Le président Eduardo dos Santos estime que les promesses de subventions faites dans les années 1970, lorsque les prix du pétrole sont élevés, pesaient sérieusement sur l'économie angolaise dans les années 1980, le conduisant à devenir moins généreux en subventionnant l'économie cubaine pendant la dernière partie de l'intervention de Cuba. Le coût de l'intervention en est financé par des subventions soviétiques à une époque où l'économie soviétique est également durement touchée par les bas prix du pétrole,.

## Guerre par procuration, résolutions et négociations de l'ONU (fin des années 1970 et 1980)
Au cours des années suivantes, Cuba se maintient engagée dans un certain nombre d'autres pays africains. En 1978, Cuba envoie 16 000 soldats dans la guerre éthiopienne de l'Ogaden, mais cette fois en étroite coordination avec les Soviétiques. Des missions militaires de moindre envergure sont actives en République populaire du Congo, en Guinée, en Guinée-Bissau, au Mozambique et au Bénin. Le personnel technique, éducatif et médical cubain, par dizaines de milliers, travaillait dans encore plus de pays : Algérie (Tindouf), Mozambique, Cap-Vert, Guinée-Bissau, Guinée, Éthiopie, São Tomé et Príncipe, Tanzanie, Congo et Bénin. Jusqu'à 18 000 étudiants de ces pays étudient chaque année sur l'île grâce à des bourses cubaines complètes,.
Vers la fin des années 1970 et dans les années 1980, l'Angola échappe à l'attention du public international mais malgré la victoire de Cuba sur le terrain, la guerre en Angola est loin d'être terminée. L'UNITA peut reprendre ses opérations d'insurrection dans le sud avec l'aide du soutien militaire et logistique de l'Afrique du Sud et le MPLA n'a toujours pas pris le contrôle de l'ensemble du pays. Alors que la grande majorité des troupes cubaines restées en Angola restent dans les bases, certaines d'entre elles aident à des opérations de «nettoyage» des poches de résistance à Cabinda et dans le nord. Les opérations dans le sud ont moins bien réussi en raison de "la ténacité et la détermination de Savimbi à continuer de se battre".
Après la retraite sud-africaine, la SWAPO établit des bases dans le sud de l'Angola, désormais soutenues par le MPLA, et intensifie ses opérations en Namibie. À leur tour, au début de 1977, les incursions sud-africaines en Angola sont en augmentation.
Les forces cubaines sont bientôt à nouveau augmentées en raison des tensions entre le MPLA et le Zaïre en mars 1977 (voir Shaba I). Mobutu accuse le MPLA d'avoir incité et soutenu une attaque du Front de libération nationale du Congo (FNLC) contre la province zaïroise de Shaba et Neto accuse Mobutu d'héberger et de soutenir le FNLA et le FLEC. Deux mois plus tard, les Cubains jouent un rôle dans la stabilisation du gouvernement Neto et déjouent le complot Nitista lorsque Nito Alves et José van Dunem se sont séparés du gouvernement et mènent un soulèvement. Alors que les soldats cubains aidaient activement Neto à réprimer le coup d'État, Alves et Neto pensaient tous deux que l'Union soviétique soutient l'éviction de Neto, ce qui est une autre indication de la méfiance mutuelle entre les Soviétiques et Neto ainsi que des intérêts divergents entre les Soviétiques et les Cubains,. Raúl Castro envoie quatre mille soldats supplémentaires pour empêcher de nouvelles dissensions dans les rangs du MPLA et rencontre Neto en août dans une démonstration de solidarité. En revanche, la méfiance de Neto envers les dirigeants soviétiques augmente et les relations avec l'URSS se sont détériorées. On estime que des milliers de personnes sont tuées par les troupes cubaines et du MPLA à la suite de la tentative de coup d'État de Nito sur une période qui dure jusqu'à deux ans, certaines estimations faisant état de 70 000 meurtres. Amnesty International estime que 30 000 personnes sont mortes lors de la purge,,,,.

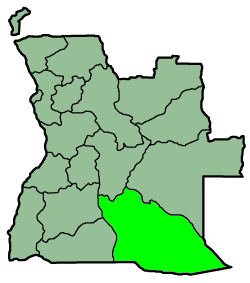
Province angolaise de Cuando Cubango

En 1977, la Grande-Bretagne, le Canada, la France, la République fédérale d'Allemagne (Allemagne de l'Ouest) et les États-Unis forment une équipe de négociation informelle, appelée "Groupe de contact", pour travailler avec l'Afrique du Sud à la mise en œuvre d'un plan de l'ONU pour des élections libres en Namibie. Le gouvernement sud-africain, cependant, est fondamentalement opposé au plan de l'ONU, qui, selon lui, est biaisé en faveur de l'installation d'un gouvernement SWAPO en Namibie,.
L'Afrique du Sud continue à soutenir l'UNITA, qui a non seulement engagé la lutte contre le MPLA, mais aide les Sud-Africains à traquer la SWAPO, lui refusant une zone de sécurité le long de la frontière sud de l'Angola. La SADF a établi des bases dans la province de Cuando Cubango, dans le sud-est de l'Angola, et l'armée de l'air sud-africaine (SAAF) fournit à l'UNITA une couverture aérienne à partir de bases en Namibie. L'Afrique du Sud s'est également donné beaucoup de mal pour redorer l'image de Savimbi à l'étranger, notamment aux Etats-Unis. À partir de 1978, les incursions sud-africaines périodiques et l'expansion de l'UNITA vers le nord à l'est forcent le MPLA à augmenter les dépenses d'aide militaire soviétique et à dépendre encore plus du personnel militaire de l'URSS, de l'Allemagne de l'Est et de Cuba.
Les premières incursions à grande échelle de la SADF ont lieu en mai 1978 (opération Reindeer), qui deviente l'opération la plus controversée d'Afrique du Sud en Angola. Il s'agit de deux assauts simultanés contre des camps SWAPO fortement peuplés à Cassinga (Kassinga) et Chetequera. Les services de renseignement de la SADF pensaient que Cassinga est un camp du PLAN (Armée populaire de libération de Namibie, la branche armée de la SWAPO). L'ordre opérationnel est "d'infliger un maximum de pertes", mais dans la mesure du possible, de "capturer les chefs". Lors du raid aérien du 8 mai 1978 (terminologie SADF : bataille de Cassinga), plus de 600 personnes sont tuées, dont des femmes et des enfants. En outre, jusqu'à 150 Cubains d'une unité se précipitant au secours du camp perdent la vie dans une attaque aérienne et une embuscade sur le chemin de leur garnison à Tchamutete 15 kilomètres au sud. Ainsi, Cuba subit sa plus grande perte en une seule journée de son intervention angolaise. Selon la Commission vérité et réconciliation, le camp sert très probablement à des fins civiles et militaires et le raid constituait une violation du droit international et la "commission de violations flagrantes des droits de l'homme". La SWAPO et les médias internationaux qualifient l'incident de massacre, le transformant en un désastre politique pour l'Afrique du Sud. La répulsion suscitée par le carnage du « raid de Cassinga » et le tollé international qui s'ensuivit conduisirent à l'adoption de la résolution 435 du Conseil de sécurité de l'ONU le 29 septembre 1978, appelant à l'indépendance de la Namibie et, à cette fin, à la création d'un « Groupe d'assistance à la transition ",. Pretoria signe la résolution qui énonçait les étapes à suivre pour accorder l'indépendance à la Namibie et, selon Bender, fait naître l'espoir que la paix est en vue en Afrique australe.
Dans la résolution 447 du 28 mars 1979, le Conseil de sécurité de l'ONU conclut « que l'intensité et le moment de ces actes d'invasion armée sont destinés à contrecarrer les tentatives de règlement négocié en Afrique australe » et s'est dit préoccupé « par les dommages et la destruction gratuite de biens causés par les invasions armées sud-africaines de l'Angola lancées depuis la Namibie, territoire que l'Afrique du Sud occupe illégalement ». Il a fermement condamné "le régime raciste d'Afrique du Sud pour ses invasions armées préméditées, persistantes et soutenues... de l'Angola", son "utilisation du territoire international de la Namibie comme tremplin pour les invasions armées et la déstabilisation de l'Angola"... Angola » et exige que « l'Afrique du Sud cesse immédiatement ses invasions armées provocatrices contre... Angola". Le 2 novembre 1979, le Conseil de sécurité de l'ONU adopte une autre résolution (454), stigmatisant l'Afrique du Sud de la même manière pour ses incursions armées, appelant l'Afrique du Sud "à cesser immédiatement tous les actes d'agression et de provocation contre... l'Angola" et de "retirer immédiatement toutes ses forces armées d'Angola" et exigeant que "l'Afrique du Sud respecte scrupuleusement l'indépendance, la souveraineté et l'intégrité territoriale... de l'Angola" et que "l'Afrique du Sud renonce immédiatement à l'utilisation de la Namibie, un territoire qu'il occupe illégalement, de lancer des actes d'agression contre... l'Angola ou d'autres États africains voisins". Néanmoins, fin 1979, à la suite du bombardement de Lubango, une guerre non déclarée battait son plein.
À peine 2 semaines plus tard, le 17 mai 1978, 6 500 gendarmes katangais envahissent la province zaïroise du Shaba à partir de bases situées dans l'est de l'Angola et les États-Unis accusent Cuba d'y être mêlé. Bien qu'il n'y ait aucune preuve d'une implication cubaine, il est probable que les Katangais ont le soutien du MPLA. Ils sont repoussés de l'autre côté de la frontière par les militaires français et belges et Cuba et les États-Unis persuadent Neto et Mobutu de signer un pacte de non-agression. Alors que Neto accepte de rapatrier les Katangais, Mobutu coupe l'aide au FNLA, le FLEC et l'UNITA et leurs bases le long de la frontière sont fermées. À la fin de 1978, la sécurité du MPLA s'est régulièrement détériorée et l'UNITA émergeait comme une formidable armée de guérilla, étendant ses opérations de Cuando Cubango à Moxico et Bié tandis que la SADF intensifiait ses campagnes transfrontalières depuis la Namibie. Neto meurt le 10 septembre 1979 alors qu'il cherchait un traitement médical à Moscou et est remplacé par Jose Eduardo Dos Santos.
Aux élections tenues en février 1980; le chef de l'Union nationale africaine du Zimbabwe (ZANU) de gauche et opposant déclaré à l'apartheid, Robert Mugabe, est élu président, mettant fin au règne de la minorité blanche au Zimbabwe. Perdant son dernier allié (la Rhodésie) dans la région, l'Afrique du Sud adopte la politique de "Total Onslaught" jurant "de riposter à tous les États voisins qui abritaient des forces anti-apartheid". Le 10 juin 1980, Pretoria lance sa plus grande opération depuis la Seconde Guerre mondiale, 180 km en Angola, au cours de laquelle, pour la première fois, il est attaqué par les FAPLA. En septembre suivant, la SADF aide l'UNITA à capturer Mavinga.
Au début des années 1980, les États-Unis, dans leur effort pour faire sortir l'URSS et Cuba de l'Angola, se sont directement impliqués dans les négociations avec le MPLA. Le MPLA fait valoir qu'il pourrait réduire en toute sécurité le nombre de troupes cubaines et de conseillers soviétiques s'il n'y a pas les incursions sud-africaines continues et la menace à sa frontière sud. La solution la plus évidente est une Namibie indépendante à laquelle l'Afrique du Sud doit renoncer. Il continue à assister aux sessions de négociation du Groupe de contact tout au long des années 1980, toujours prêt à négocier mais jamais prêt à régler. Cuba, non impliquée dans les négociations, a fondamentalement accepté une telle solution ouvrant la voie à l'indépendance de la Namibie. Pourtant, vers la fin du second mandat de Reagan, les négociations ne portent pas leurs fruits.
Après l'échec des pourparlers parrainés par l'ONU sur l'avenir de la Namibie en janvier 1981 (l'Afrique du Sud quitte la conférence de pré-mise en œuvre à Genève le 13 janvier ) en avril 1981, le nouveau secrétaire d'État adjoint américain aux affaires africaines, Chester Crocker, entame des négociations combinant «l'engagement constructif avec l'Afrique du Sud» avec la proposition de «lien» (indépendance de la Namibie en échange du retrait de Cuba). Le MPLA et l'Afrique du Sud se méfient profondément des États-Unis pour diverses raisons et l'idée est rejetée. Il continue d'être la base de nouvelles négociations; pourtant, les membres du Groupe de contact ainsi que les « États de première ligne » (États limitrophes de l'Afrique du Sud) s'opposent à lier l'indépendance de la Namibie au retrait de Cuba. Malgré sa présence écrasante en Angola, les Cubains restent non invités aux négociations.
La même année, l'activité militaire sud-africaine s'est intensifiée contre les cibles du MPLA et les guérilleros de la SWAPO. Le 23 août 1981, la SADF lance l'opération Protea avec onze mille soldats pénétrant à 120 kilomètres dans le sud-ouest de l'Angola et occupant environ 40 000 km² dans le sud de Cunene (tenant le territoire jusqu'en 1988). Des bases s'établissent à Xangongo et N'Giva. Les Sud-Africains ont non seulement combattu la SWAPO, mais veulent que les FAPLA quittent la zone frontalière et intensifient ouvertement leurs assauts contre des cibles économiques angolaises. Les États-Unis opposent leur veto à une résolution de l'ONU condamnant l'opération, insistant plutôt sur le retrait de Cuba d'Angola,,. Dans les cinq mois suivant l'intervention sud-africaine, les Soviétiques lancent un nouveau programme militaire de deux ans pour les FAPLA dans lequel Cuba engage 7 000 soldats supplémentaires. Les forces FAPLA-cubaines s'abstiennent d'actions plus importantes contre les opérations sud-africaines, qui sont régulièrement menées profondément dans le territoire du MPLA après l'opération Protea. En 1982 et 1983, la SAAF participe aux opérations de l'UNITA, qui prend de plus en plus le contrôle du sud-est de l'Angola. De plus en plus de Cubains se sont impliqués dans les combats, soit parce qu'ils ont des garnisons dans la zone assiégée, soit parce qu'ils sont venus au secours des unités FAPLA attaquées. La guerre civile a un effet paralysant sur l'économie angolaise, en particulier l'agriculture et les infrastructures, crée des centaines de milliers de réfugiés. Les guérilleros de l'UNITA prennent des techniciens étrangers en otage,.
Le 6 décembre 1983, Pretoria lança sa douzième incursion, l'opération Askari, à la poursuite de la SWAPO qui doit également infliger le plus de dégâts possible à la présence militaire croissante des FAPLA dans le sud de l'Angola. En signe de protestation, la France et peu après le Canada quittent le Groupe de contact de l'ONU. Le 20 décembre, le Conseil de sécurité de l'ONU adopte une nouvelle résolution (546) exigeant le retrait et des réparations de l'Afrique du Sud. Sous la pression internationale croissante, Pretoria arrête l'opération et se retiree au sud de la frontière le 15 janvier, mais conserve les garnisons de Calueque, N'Giva et Xangongo. Un cessez-le-feu entre le MPLA et l'Afrique du Sud est signé le 31 janvier, le premier traité entre Luanda et Pretoria. Les négociations de paix reprennent et en février 1984, Crocker rencontre le MPLA et des Sud-Africains à Lusaka, en Zambie. Le premier «accord de Lusaka» du 16 février 1984 qui en résulta détailla le désengagement du MPLA et des forces sud-africaines dans le sud de l'Angola. Déjà au cours de ce processus, l'accord est voué à l'échec car la SWAPO n'est pas impliquée dans les pourparlers et poursuivait ses opérations. L'UNITA intensifie ses raids, y compris la pose de mines, les camions piégés, la prise d'otages et l'attaque de civils étrangers aussi loin au nord que Sumbe.
Dans une déclaration conjointe du 19 mars 1984, Cuba et le MPLA annoncent les principes sur lesquels un retrait cubain serait négocié: retrait unilatéral de la SADF, mise en œuvre de la résolution 435 et cessation du soutien à l'UNITA et aux actions armées en Angola. Le retrait de Cuba serait une affaire entre Cuba et l'Angola. Dans une annonce conjointe similaire en 1982, ces principes sont formulés sous forme d'exigences. La proposition est rejetée par Botha. En septembre 1984, le MPLA présente un plan appelant au retrait de tous les Cubains vers des positions au nord du 13e parallèle puis au 16e parallèle, toujours à la condition que l'Afrique du Sud se retire de la Namibie et respecte la résolution 435. 10 000 soldats cubains autour du capitale et à Cabinda doivent rester. Un obstacle majeur dans les négociations est le calendrier du retrait des troupes cubaines. Alors que Pretoria exigeait un maximum de 7 mois, les Cubains veulent quatre ans. Crocker réussit à réduire le délai du Cubain à deux ans, alors que les Sud-Africains suggérent seulement 12 semaines. Crocker propose un calendrier de 2 ans et un retrait par étapes et un maximum de 6 000 soldats restant jusqu'à une autre année dans le nord. Mais les deux parties et l'UNITA rejettent cette proposition et les négociations sont au point mort. Le 17 avril, Pretoria installe un « gouvernement intérimaire » en Namibie, ce qui est en violation directe de la résolution 435. L'Accord de Lusaka s'est complètement effondré lorsque l'Afrique du Sud rompt le cessez-le-feu. Le 20 mai 1985, il envoie une équipe de commandos pour faire sauter une installation américaine de Gulf Oil dans le nord de l'Angola. Le raid échoue, mais il montre que Pretoria n'est "pas intéressée par un accord de cessez-le-feu ou par le règlement namibien auquel un cessez-le-feu est censé conduire".
Le 10 juillet 1985, le Congrès américain annule l'amendement Clark vieux de 10 ans. En l'espace d'un an, au moins sept projets de loi et résolutions suivent, demandant une aide à l'UNITA, y compris un soutien militaire manifeste et quelque 15 millions de dollars américains. À partir de 1986, les États-Unis soutiennent ouvertement l'UNITA,. En 1986, la guerre atteignit une impasse : les FAPLA sont incapables de déraciner l'UNITA dans son bastion tribal et l'UNITA ne constituait pas une menace sérieuse pour le gouvernement de Luanda. En une semaine, Pretoria, souffrant de troubles internes et de sanctions internationales, déclare l'état d'urgence.
En 1985, l'UNITA affirme avoir été la cible d'armes chimiques, en particulier d'organophosphates. L'année suivante, l'UNITA signale avoir été attaquée à trois reprises par un agent jaune verdâtre non identifié à trois reprises, entraînant la cécité ou la mort des victimes. L'UNITA affirme avoir été attaquée par un agent brun qui, ressemblant à du gaz moutarde. En 1988, un toxicologue des Nations Unies certifie que des résidus d'agents neurotoxiques VX et sarin sont découverts dans les plantes, l'eau et le sol où des unités cubaines mènent des opérations contre l'UNITA,.

## La deuxième intervention de Cuba

### Escalade du conflit
À la suite de l'opération sud-africaine Askari en décembre 1983, qui vise les bases de l'Armée populaire de libération de Namibie à l'intérieur de l'Angola, l'URSS a non seulement accru son aide au MPLA, mais prend la direction tactique et stratégique des FAPLA, déployant des conseillers jusqu'en bas. au niveau du bataillon, et commence à planifier une offensive à grande échelle contre le bastion de l'UNITA dans le sud-est de l'Angola.
Le commandement soviétique n'inclue pas les forces cubaines en Angola. Les opinions stratégiques de Cuba différent considérablement de celles des Soviétiques et du MPLA et Cuba déconseille fortement une offensive dans le sud-est car cela créerait l'opportunité d'une intervention sud-africaine significative, ce qui a effectivement été le cas. Une offensive des FAPLA en 1984 avait déjà donné des résultats lamentables. Sous la direction soviétique, les FAPLA lancent deux autres offensives en 1985 et 1986. Les Cubains nient toute implication dans l'opération de 1985 mais soutiennent l'offensive en 1986 malgré de nombreuses réserves, ne fournissant pas de forces terrestres mais un soutien technique et aérien. Bien qu'ayant permis de prendre Cazombo en 1985, de se rapprocher de Mavinga et de rapprocher l'UNITA de la défaite, les deux offensives se soldent par un échec complet et deviennent un embarras majeur pour les Soviétiques. En mars 1985, Mikhaïl Gorbatchev, avec lequel Castro a des désaccords considérables, devient le nouveau secrétaire général du parti communiste soviétique. Dans les deux offensives des FAPLA, l'Afrique du Sud, qui contrôle toujours la partie inférieure du sud-ouest de l'Angola, intervient dès que l'UNITA est en détresse. En septembre 1985, l'armée de l'air sud-africaine empêche la chute de Mavinga et l'offensive des FAPLA se termine sur la rivière Lomba.
Après cette débâcle en 1985, les Soviétiques envoient plus d'équipements et de conseillers en Angola et se mettent immédiatement à préparer une autre offensive des FAPLA pour l'année suivante. Entre-temps, l'UNITA reçoit sa première aide militaire des États-Unis, qui comprend des missiles sol-air Stinger et des missiles antichars BGM-71 TOW. Les États-Unis envoient des fournitures à l'UNITA et à la SADF via la base aérienne réactivée de de Kamina au Zaïre. L'offensive prend un mauvais départ dès mai 1986 et encore une fois avec l'aide de la SADF, l'UNITA réussit à arrêter l'avance FAPLA fin août.

### Cuito Cuanavale
Les préparatifs se poursuivent pour la prochaine offensive en 1987, Operação Saudando Outubro et une fois de plus les Soviétiques améliorent l'équipement des FAPLA, notamment 150 chars T-55 et T-54B et des hélicoptères Mi-24 et Mi-8 / Mi-17. Encore une fois, ils rejettent les avertissements d'une intervention sud-africaine. Pretoria, prenant note du renforcement militaire massif autour de Cuito Cuanavale, avertit l'UNITA et, le 15 juin, autorise un soutien secret. Malgré ces préparatifs, le 27 juillet, Castro propose la participation de Cuba aux négociations, indiquant qu'il est intéressé à réduire son implication en Angola. L'administration Reagan décline.
Dès le début de l'offensive des FAPLA, il est clair pour Pretoria que l'UNITA ne peut pas résister à l'assaut et, le 4 août 1987, lança l'opération clandestine Moduler, qui engagea les premiers combats neuf jours plus tard. Les FAPLA atteignent les rives nord de la rivière Lomba près de Mavinga le 28 août et sont attendus par la SADF. Dans une série de combats acharnés entre le 9 septembre et le 7 octobre, ils empêchent les FAPLA de traverser le fleuve et arrêtent l'offensive pour la troisième fois. Les FAPLA subissent de lourdes pertes et les Soviétiques retirent leurs conseillers de la scène, laissant les FAPLA sans haute direction. Le 29 septembre, la SADF et l'UNITA lancent une offensive visant à détruire toutes les forces des FAPLA à l'est de la rivière Cuito. Le 3 octobre, ils attaquent et anéanti un bataillon des FAPLA sur les rives sud de la rivière Lomba et deux jours plus tard, les FAPLA commencent leur retraite vers Cuito Cuanavale. La SADF et l'UNITA poursuivent les unités FAPLA en retraite et commencent le siège de Cuito Cuanavale le 14 octobre avec des bombardements à longue portée par l'artillerie de 155 mm à une distance de 30 à 40 km.
Cuito Cuanavale, seulement un village, est important pour les FAPLA en tant que base aérienne avancée pour patrouiller et défendre le sud de l'Angola et considéré comme une porte d'entrée importante vers le quartier général de l'UNITA dans le sud-est. Avec l'UNITA et les Sud-Africains en contre-attaque, la ville et la base et peut-être tout Cuando Cubango sont désormais menacées, tout comme l'avance prévue des FAPLA vers le sud contre l'UNITA; le 15 novembre, Luanda demande une assistance militaire urgente à Cuba. Castro approuve l'intervention cubaine, l'opération Maniobra XXXI Anniversario le même jour, reprenant l'initiative des Soviétiques. Comme en 1975, Cuba n'a pas non plus informé à l'avance l'URSS de sa décision d'intervenir. Pour la deuxième fois, Cuba envoie un important contingent de troupes et d'armes à travers l'océan : 15 000 soldats et équipements, dont des chars, de l'artillerie, des armes antiaériennes et des avions.
Vers la mi-janvier, Castro fait savoir au MPLA qu'il prend les commandes et les premières forces cubaines sont déployées à Cuito Cuanavale. La priorité initiale des Cubains est de sauver Cuito Cuanavale, mais pendant que les forces de l'ordre arrivent à la garnison assiégée, elles préparent un deuxième front à Lubango, où la SADF opère sans entrave depuis des années,,. Début novembre, la SADF et l'UNITA acculent les unités FAPLA à Cuito Cuanavale et sont sur le point de les détruire. Le 25 novembre, le Conseil de sécurité de l'ONU exige le retrait inconditionnel de la SADF d'Angola d'ici le 10 décembre, mais les États-Unis assurent qu'il n'y aurait aucune répercussion pour l'Afrique du Sud. En décembre, la situation du MPLA assiégé deviente critique lorsque la SADF-UNITA resserre l'étau autour de Cuito Cuanavale. Les observateurs s'attendent à ce qu'elle tombe bientôt aux mains des Sud-Africains et l'UNITA annonce prématurément que la ville est prise.
A partir du 21 décembre, les Sud-Africains planifient l'opération finale pour "retirer" les cinq brigades FAPLA qui se trouvent encore à l'est de la rivière Cuito "avant d'emménager pour occuper la ville si les conditions sont favorables". De la mi-janvier à la fin février, la SADF-UNITA lance six assauts majeurs contre les positions des FAPLA à l'est de la rivière Cuito, dont aucun n'a donné de résultats tangibles. Bien que la première attaque du 13 janvier 1988 ait été couronnée de succès, évoquant un quasi-désastre pour une brigade des FAPLA, ils ne peuvent pas continuer et se sont repliés sur les positions de départ. Après un mois, la SADF est prête pour le deuxième assaut le 14 février. Encore une fois, il se retire après avoir réussi à chasser les unités FAPLA-cubaines des hauteurs de Chambinga. Échappant de justesse à la catastrophe, les unités FAPLA à l'est de la rivière Cuito se retirent dans le triangle Tumpo (rivière), une zone plus petite, parfaitement adaptée à la défense. Le 19 février, la SADF-UNITA subit un premier revers majeur lorsqu'un troisième assaut contre un bataillon des FAPLA au nord de la rivière Dala est repoussé; ils ne peuvent pas atteindre les positions avancées des FAPLA et doivent se retirer. Les jours suivants, les Cubains intensifient leurs attaques aériennes contre les positions sud-africaines. Le 25 février, les FAPLA-Cubains repoussent un quatrième assaut et la SADF doit se replier sur ses positions à l'est de la rivière Tumpo. L'échec de cette attaque "s'avère un tournant dans la bataille de Cuito Cuanavale, remontant le moral des FAPLA et stoppant l'avancée sud-africaine". Une cinquième tentative est repoussée le 29 février, livrant à la SADF une troisième défaite consécutive. Après un peu plus de préparation, les Sud-Africains et l'UNITA lancent leur dernière et quatrième attaque infructueuse le 23 mars. Comme l'écrit le colonel de la SADF Jan Breytenbach, l'assaut sud-africain "est stoppé brutalement et définitivement" par les forces combinées cubaines et FAPLA,,.
Finalement, l'effectif des troupes cubaines en Angola est passé à environ 55 000, dont 40 000 déployés dans le sud. En raison de l'embargo international sur les armes depuis 1977, l'armée de l'air vieillissante de l'Afrique du Sud est surclassée par le système sophistiqué de défense aérienne fourni par les Soviétiques et les capacités de frappe aérienne déployées par le MPLA, et elle n'est pas en mesure de maintenir la suprématie aérienne dont elle jouit pendant des années. sa perte s'est à son tour avérée cruciale pour l'issue de la bataille sur le terrain.
Cuito Cuanavale est le principal site de bataille entre les forces cubaines, angolaises, namibiennes et sud-africaines. Ce est la plus grande bataille sur le sol africain depuis la Seconde Guerre mondiale et au cours de son déroulement, un peu moins de 10 000 soldats sont tués. Des avions cubains et 1 500 soldats cubains renforcent le MPLA à Cuito. Après l'échec de l'assaut du 23 mars 1988, la SADF se retire en laissant derrière elle une «force de maintien» de 1 500 hommes et en assurant leur retraite avec l'une des zones les plus minées au monde. Cuito Cuanavale continue à être bombardé à une distance de 30 à 40 km,.

### Front occidental
Entre-temps, le 10 mars 1988, lorsque la défense de Cuito Cuanavale après trois attaques ratées de la SADF est sécurisée, les unités cubaines, FAPLA et SWAPO avancent de Lubango vers le sud-ouest. La première résistance sud-africaine est rencontrée près de Calueque le 15 mars, suivie de trois mois d'affrontements sanglants alors que les Cubains progressent vers la frontière namibienne. Fin mai, Cuba a deux divisions dans le sud-ouest de l'Angola. En juin, ils construisent deux bases aériennes avancées à Cahama et Xangongo avec lesquelles la puissance aérienne cubaine pourrait être projetée en Namibie. Tout le sud de l'Angola est couvert par un réseau radar et une défense aérienne SA-8 mettant fin à la supériorité aérienne sud-africaine.
Le 26 mai 1988, le chef de la SADF annonce que "les forces cubaines et SWAPO lourdement armées, intégrées pour la première fois, se sont déplacées vers le sud à moins de 60 km de la frontière namibienne". Les forces restantes de la SADF à Cuito Cuanavale risquent maintenant d'être enfermées. Le 8 juin 1988, la SADF appelle 140 000 hommes de la réserve (Citizen Force), donnant une indication de la gravité de la situation. L'administrateur général sud-africain en Namibie reconnait le 26 juin que des MiG-23 cubains survolent la Namibie, un renversement dramatique par rapport à l'époque où le ciel appartient à la SAAF. Il ajoute que "la présence des Cubains provoque une vague d'inquiétude" en Afrique du Sud.
En juin 1988 les Cubains se préparent à avancer sur Calueque à partir de Xangongo et Tchipa. En cas de graves contre-attaques sud-africaines, Castro donne l'ordre d'être prêt à détruire les réservoirs et les transformateurs de Ruacana et à attaquer les bases sud-africaines en Namibie. L'offensive commence à partir de Xangongo le 24 juin en se heurtant immédiatement à la SADF en route vers Cuamato. Bien que la SADF ait été chassée, les FAPLA-Cubains se sont retirés dans leur base. Le 26 juillet 1989, la SADF bombarde Tchipa (Techipa) avec de l'artillerie à longue portée et Castro donne des ordres pour l'avance immédiate sur Calueque et une frappe aérienne contre les camps de la SADF et les installations militaires autour de Calueque. Après un affrontement avec un groupe avancé FAPLA-cubain le 27 juin, la SADF se retiree vers Calueque sous les bombardements d'avions cubains et traverse la frontière avec la Namibie le même après-midi. À ce moment-là, les MiG-23 cubains mènent les attaques contre les positions de la SADF autour du barrage de Calueque, 11 km au nord de la frontière namibienne, endommageant également le pont et les installations hydroélectriques. La force majeure des Cubains, toujours en route, n'a jamais vu l'action et est retournée à Tchipa. Avec la retraite de la SADF en Namibie le 27 juin, les hostilités cessent.
La CIA rapporte que "l'utilisation réussie de la puissance aérienne par Cuba et la faiblesse apparente des défenses aériennes de Pretoria" soulignent le fait que La Havane atteint la supériorité aérienne dans le sud de l'Angola et le nord de la Namibie. Quelques heures seulement après la frappe aérienne cubaine, la SADF détruit le pont voisin sur la rivière Cunene. Ils le font, suppose la CIA, "pour empêcher les forces terrestres cubaines et angolaises d'accéder facilement à la frontière namibienne et pour réduire le nombre de positions qu'elles doivent défendre". Les Sud-Africains, impressionnés par la soudaineté et l'ampleur de l'avancée cubaine et estimant qu'une bataille majeure « comportait de sérieux risques », se retirent. Cinq jours plus tard, Pretoria ordonne à un groupe de combat toujours opérationnel dans le sud-est de l'Angola de se replier pour éviter d'autres victimes, se retirant effectivement de tous les combats, et une division SADF est déployée pour défendre la frontière nord de la Namibie.

## Cuba et l'accord des trois puissances
Les négociations et les accords jusqu'en 1988 ont tous été bilatéraux, soit entre le MPLA et les États-Unis, le MPLA et l'Afrique du Sud ou les États-Unis et l'Afrique du Sud. Luanda refuse tout contact direct avec l'UNITA, recherchant plutôt des pourparlers directs avec les sponsors de Savimbi à Pretoria et à Washington. Les négociations se déroulent généralement dans des pays tiers et sont médiatisées par des pays tiers. Les États-Unis, bien que soutenant clandestinement l'UNITA, ont souvent agi eux-mêmes en tant que médiateurs. Dès 1986, l'Union soviétique manifeste son intérêt pour une solution politique. Elle est de plus en plus associée aux consultations mais n'a jamais été directement impliquée dans les négociations. Les tentatives de règlement s'intensifient après le déclenchement des combats dans le sud de l'Angola en 1987. Il est convenu que cette fois seuls les gouvernements doivent prendre part aux négociations, ce qui excluait la participation de l'UNITA.
Dès le début des négociations en 1981, les Cubains n'ont pas demandé et ne sont pas invités à participer et les Américains n'ont pas l'intention de les inclure. Castro signale son intérêt aux États-Unis en juillet 1987 alors que les préparatifs de l'offensive des FAPLA contre l'UNITA sont en cours. Il fait savoir aux Américains que des négociations incluant les Cubains seraient beaucoup plus prometteuses. Mais ce n'est qu'en janvier 1988 que le secrétaire d'État américain George Shultz autorise la délégation américaine à tenir des pourparlers directs avec les Cubains à la stricte condition qu'ils ne discutent que des questions de l'Angola et de la Namibie mais pas de l'embargo américain contre Cuba. Le gouvernement cubain rejoint les négociations le 28 janvier 1988. Ils concèdent que leur retrait doit inclure toutes les troupes en Angola, y compris les 5 000 qu'ils ont en tête de garder dans le nord et à Cabinda pour la protection des champs pétrolifères. Pourtant, le soutien américain à l'UNITA allait se poursuivre et ne doit pas être un problème lors des discussions.
Les États-Unis poursuivent leur politique à deux voies, assurant la médiation entre Luanda et Pretoria et fournissant une aide à l'UNITA via la base aérienne de Kamina au Zaïre. La première priorité de l'administration Reagan est de faire sortir les Cubains d'Angola. Dans sa terminologie, en soutenant l'UNITA, les États-Unis mènent une "guerre de faible intensité". Selon un diplomate occidental à Luanda, les États-Unis "ont d'abord voulu faire sortir les Cubains et veulent demander aux Sud-Africains de bien vouloir se retirer de la Namibie". David Albright rapporte que les responsables sud-africains pensent que les préparatifs d'Armscor pour un essai nucléaire à Vastrap sont découverts par des agences de renseignement soviétiques ou occidentales, et que cette découverte conduit à une pression accrue sur Cuba et l'Union soviétique pour qu'elles se retirent d'Angola.
Crocker a initialement été incapable de convaincre qui que ce soit en Europe de son concept qui liait l'indépendance de la Namibie au retrait de Cuba. Au contraire, l'Union européenne est prête à aider à la reconstruction de l'Angola.
En juillet 1987, Cuba et l'Angola proposent d'accélérer le retrait cubain. 20 000 soldats stationnés au sud du 13e parallèle pourraient être renvoyés chez eux d'ici deux ans au lieu de trois à condition que la SADF se retire d'Angola, que le soutien américain et sud-africain à l'UNITA prenne fin, que la souveraineté de l'Angola soit respectée et que la résolution 435 de l'ONU soit mise en œuvre. Botha a catégoriquement rejeté toute décision avant que les Cubains ne se retirent d'Angola. Afin de torpiller les initiatives, Malan propose des négociations directes avec Moscou pour que le conflit angolais soit résolu à l'exemple de l'Afghanistan. Le Kremlin répond avec moquerie que l'Angola et l'Afghanistan n'ont guère plus en commun que les premières lettres de leur nom. Chester Crocker propose un calendrier plus serré de retrait total dans les trois ans, ce que les Angolais rejettent.
Ce n'est qu'après la bataille de Cuito Cuanavale que le gouvernement Botha montre un réel intérêt pour les négociations de paix. La stratégie militaire cubaine dans le sud de l'Angola en 1988 rend les négociations urgentes. Après avoir arrêté la contre-offensive SADF à Cuito Cuanavale et ouvert un deuxième front à l'ouest, les Cubains en Angola font monter les enchères et renversé la situation sur le terrain. En fait, les États-Unis se demandaient si les Cubains arrêteraient leur avance à la frontière namibienne. Les lourdes pertes en vies humaines à Calueque suscitent l'indignation en Afrique du Sud et ordonnent un retranchement immédiat. Les forces de la SADF restant dans l'est de l'Angola reçoivent pour instruction d'éviter de nouvelles pertes. Après les affrontements sanglants du 27 juin, la SADF met en place le 13 juillet la 10e division pour défendre le nord de la Namibie, au cas où les Cubains tenteraient une invasion. Crocker télégraphie au secrétaire d'État George Shultz que les pourparlers ont lieu "dans le contexte d'une tension militaire croissante entourant l'importante accumulation de troupes cubaines lourdement armées dans le sud-ouest de l'Angola, à proximité de la frontière namibienne.... L'accumulation cubaine dans le sud-ouest de l'Angola crée une dynamique militaire imprévisible." 
Les Cubains sont le moteur des négociations dans la phase finale qui débute en juillet 1988. Les alliés du MPLA, voulant d'abord maintenir le statu quo après les succès dans le sud, doivent être persuadés de continuer. Craignant que les combats à Cunene ne dégénent en une guerre totale, Crocker réussit une première percée à New York le 13 juillet. Les Cubains remplacent Jorge Risquet par le plus conciliant Carlos Aldana Escalante et acceptent en général de se retirer d'Angola à leur tour pour l'indépendance de la Namibie. (Voir aussi Accord Tripartite (Angola) pour le récit de Botha sur son entente avec Risquet, tel que documenté dans le documentaire français de 2007 Cuba, une odyssée africaine.) Cuba pense également que la SWAPO, leur alliée régionale, jouerait le rôle principal en Namibie.
Dans les "Principes de New York", les parties conviennent de régler leurs différends par des négociations. Le cycle de pourparlers suivant au Cap-Vert, les 22 et 23 juillet 1988, n'a abouti qu'à un engagement de mettre en place une commission mixte de contrôle chargée de superviser les retraits. Le 5 août, les trois parties signent le «Protocole de Genève» prévoyant le retrait sud-africain d'Angola à partir du 10 août et devant s'achever le 1er septembre. À ce moment-là, les Cubains et le MPLA doivent s'entendre sur le retrait des troupes cubaines. Le 10 septembre, un règlement de paix tripartite doit être signé et la résolution 435 doit être mise en œuvre le 1er novembre. Un cessez-le-feu est entré en vigueur le 8 août 1988. Pretoria retire ses forces restantes d'Angola le 30 août 1988. Les forces cubaines et de la SWAPO se sont éloignées de la frontière sud. Les négociations sont interrompues dans l'attente du résultat des élections américaines au cours desquelles George HW Bush succède à Ronald Reagan le 8 novembre 1988. Entre-temps, une offensive des FAPLA est en cours et l'UNITA est sur le point de s'effondrer, menaçant une autre intervention sud-africaine et mettant en alerte les forces cubaines en Angola. Pourtant, Pretoria n'a pas eu l'intention de mettre en danger les pourparlers et s'est abstenu de toute ingérence.
Ce n'est qu'après les élections américaines que les partis se mettent d'accord sur un calendrier pour les Cubains. Le 22 décembre 1988, un mois avant la fin du second mandat de Reagan, l'Angola, Cuba et l'Afrique du Sud signent l'Accord des trois puissances à New York. Le retrait des troupes sud-africaines d'Angola et de Namibie s'organise, tout comme le retrait des forces cubaines. Cuba accepte un délai global de 30 mois et de se retirer dans les 27 mois suivant la mise en œuvre de la résolution 435.
L'accord met fin à 13 ans de présence militaire cubaine en Angola qui est finalisée un mois plus tôt le 25 mai 1991, lorsque le général Samuel Rodiles Planas est monté à bord de l'avion qui l'a ramené sur l'île. Dans le même temps, les Cubains retirent leurs troupes de Pointe Noire (république du Congo) et d'Éthiopie.

## Conséquences
L'intervention cubaine a un impact substantiel sur l'Afrique australe, en particulier en défendant le contrôle du MPLA sur de grandes parties de l'Angola et en aidant à garantir l'indépendance de la Namibie. Le 26 juillet 1991, à l'occasion des célébrations du 38e anniversaire du début de la révolution cubaine, Nelson Mandela prononce un discours à La Havane louant Cuba pour son rôle en Angola.

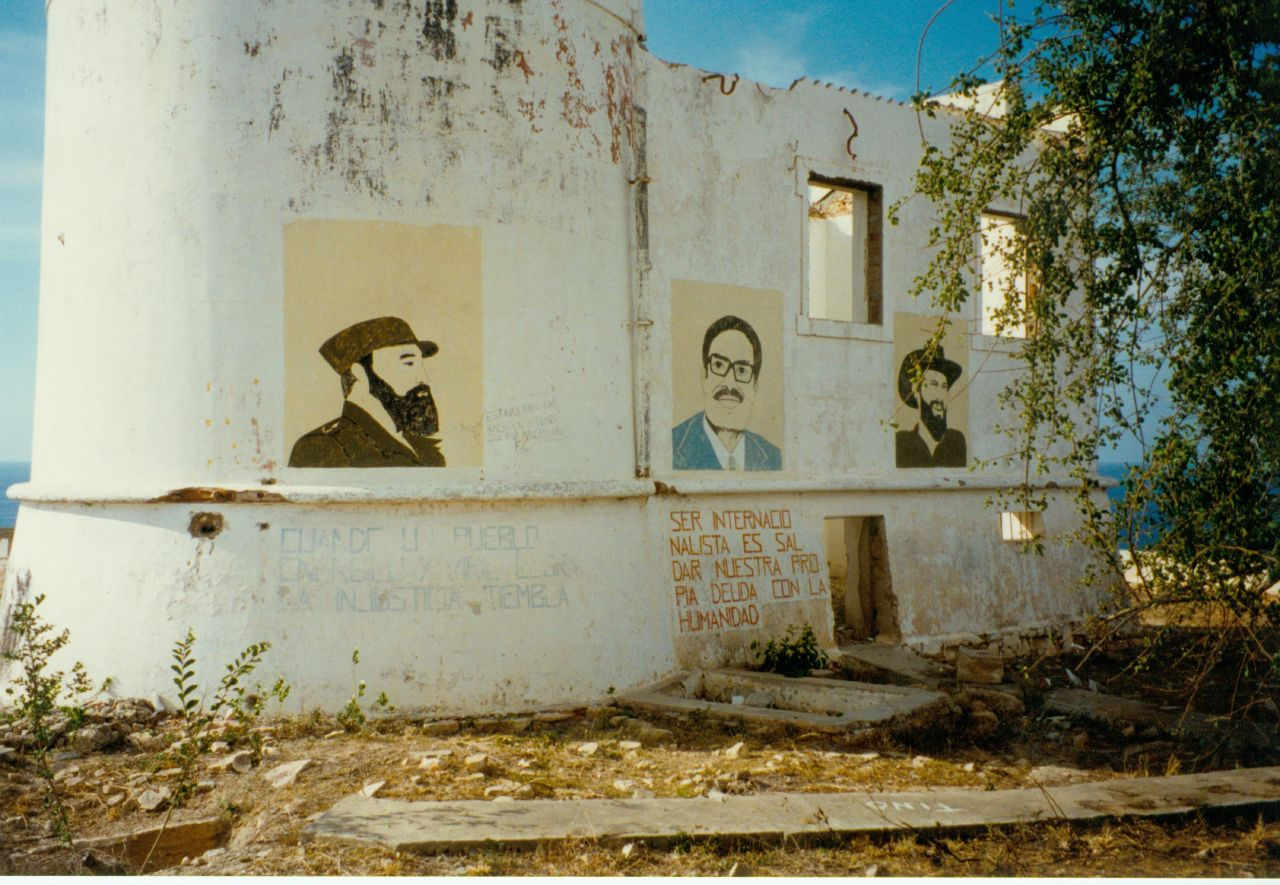
Phare détruit à Lobito, Angola, 1995

Lors d'une cérémonie nationale le 7 décembre 1988, tous les Cubains tués en Afrique sont enterrés dans des cimetières de Cuba. Selon les chiffres du gouvernement cubain, au cours de toutes les missions d'intervention étrangère cubaines menées en Afrique depuis le début des années 1960 jusqu'au retrait du dernier soldat d'Angola le 25 mai 1991, un total de 2 289 Cubains sont tués. D'autres analystes notent que sur les 36 000 soldats cubains engagés dans les combats en Angola de 1975 à 1979, les morts au combat sont proches de 5 000.
Des élections libres en Namibie se déroulent en novembre 1989, la SWAPO remporte 57% des voix malgré les tentatives de Pretoria de faire basculer les élections en faveur d'autres partis,. (voir Martti Ahtisaari et Histoire de la Namibie). La Namibie obtient son indépendance en mars 1990.
La situation en Angola est tout sauf réglée et le pays continue d'être ravagé par la guerre civile pendant plus d'une décennie. Le MPLA remporte les élections de 1992, mais huit partis d'opposition rejettent les élections de 1992 comme truquées. L'UNITA envoie des négociateurs de paix dans la capitale, où le MPLA les assassine, ainsi que des milliers de membres de l'UNITA. Savimbi est toujours prêt à poursuivre les élections. Le MPLA massacre des dizaines de milliers d'électeurs de l'UNITA dans tout le pays, lors d'un événement connu sous le nom de massacre d'Halloween. Le chef de l'UNITA, Jonas Savimbi, n'a pas accepté les résultats et refuse de rejoindre le parlement angolais en tant qu'opposition. Encore une fois, l'UNITA prend les armes, financées par la vente de diamants du sang. La guerre civile prend fin en 2002 après la mort de Jonas Savimbi au combat.

## Lectures complémentaires
- Stockwell, John : À la recherche d'ennemis : une histoire de la CIA, New York, États-Unis : WW Norton & Co., 1978, (ISBN 0-393-05705-4)
- Minter, William: Apartheid's Contras: An Inquiry into the Roots of War in Angola and Mozambique, Johannesburg, Afrique du Sud: Witwatersrand University Press, 1994
- Klinghoffer, Arthur Jay: The Angolan War: A Study in Soviet Policy in the Third World, Boulder, Colorado, USA: Westview Press, 1980
- Guimaraes, Fernando Andresen : Les origines de la guerre civile angolaise, Londres, Angleterre : Macmillan Press Ltd, 1998, (ISBN 0-312-17512-4)
- Brittain, Victoria: Death of Dignity: Angola's Civil War, Londres, Angleterre: Pluto Press, 1998, (ISBN 0-7453-1252-7)
- Wolfers, Michael : Angola in the Front Line, Londres : Zed Books, 1983, (ISBN 978-0862321062)
- Marcum, John A. : La révolution angolaise, Vol. II, Exile Politics and Guerrilla Warfare (1962–1976), Cambridge, Massachusetts, États-Unis et Londres, Angleterre : The MIT-Press , (ISBN 0-262-13136-6)
- James, W. Martin: A Political History of the Civil War in Angola 1974-1990, Nouveau-Brunswick, États-Unis et Londres, Angleterre: Transaction Publishers, 1992
- Spikes, Daniel, Angola and the Politics of Intervention: From Local Bush War to Chronic Crisis in Southern Africa, Jefferson, Caroline du Nord et Londres: McFarland & Company, 1993, (ISBN 0-89950-888-X)
- Ignatiev, Oleg: Secret Weapon in Africa, Moscou, Russie: Progress Publishers, 1977
- Cuisine, Helen: L'Angola, le Mozambique et l'Occident, Praeger, 1987
- ICAIC (Instituto Cubano del Arte e Industria Cinematográficos)
- Gleijeses, Piero : Kuba en Afrique 1975–1991. Dans : Bernd Greiner (de) / Christian Th. Müller (de) / Dierk Walter (de) (Hrsg.): Heiße Kriege im Kalten Krieg. Hambourg, 2006, ISBN
- Gleijeses, Piero, "La procuration de Moscou ? Cuba and Africa 1975–1988", Journal of Cold War Studies 8.4 (2006) 98-146 Copyright © 2006 par le président et les boursiers du Harvard College et du Massachusetts Institute of Technology.
- Département Sozialwissenschaften der Universität Hamburg über den Krieg en Angola (Université de Hambourg)
- Deutsches Auswärtiges Amt zur Geschichte Angolas (ministère allemand des Affaires étrangères)
- Welt Online : Wie Castro die Revolution exporte
- Les archives de la sécurité nationale : documents secrets cubains sur l'implication de l'Afrique
- Saney, Isaac, « Stalingrad africain : la révolution cubaine, l'internationalisme et la fin de l'apartheid », Perspectives latino-américaines, Vol. 33, n° 5 (septembre 2006) : p. 81–117.
- Mandela, Nelson et Fidel Castro, Jusqu'où nous sommes esclaves ! New York : Pathfinder Press, 1991, (ISBN 978-0-87348-729-0)
- Pazzanita, Anthony G., "Le processus de résolution des conflits en Angola." Le Journal des études africaines modernes Vol. 29 n° 1 (mars 1991) : p. 83–114.
- Commission Vérité et Réconciliation d'Afrique du Sud, Rapport de la Commission Vérité et Réconciliation d'Afrique du Sud : Volume Deux : Répression et résistance
- Crocker, Chester A., High Noon en Afrique australe : faire la paix dans un quartier difficile. New York : WW Norton, 1992.
- Peter Stiff, La guerre silencieuse: opérations de reconnaissance sud-africaines 1969–1994. Alberton, Afrique du Sud : Galago, 1999.
- Henry Kissinger, Années de renouveau. New York : Simon & Schuster, 1999. (ISBN 0-684-85571-2)
- Marrack Goulding, pacificateur. Baltimore : Johns Hopkins University Press, 2003
- Willem Steenkamp, Guerre frontalière sud-africaine, 1966-1989. Gibraltar : Éditions Ashanti, 1989
- Roger Ricardo Luis, Prepárense a vivir: Crónicas de Cuito Cuanavale. La Havane : Editora Politica, 1989
- Wright, George, La destruction d'une nation: la politique des États-Unis envers l'Angola depuis 1945, Londres: Pluto Press, 1997 (ISBN 978-0-7453-1030-5)
- Castro, Fidel, Jorge Risquet et Gabriel García Márquez, Changer l'histoire de l'Afrique : Angola et Namibie, Melbourne : Ocean Press, 1989
- Polack, Peter, Dernière chaude bataille de la guerre froide : Afrique du Sud vs. Cuba dans la guerre civile angolaise. Casemate, 2013. (ISBN 978-1612001951).